# 假面騎士REVICE角色列表
 假面騎士REVICE角色列表 展示关於朝日電視台放映的特攝劇集《假面騎士REVICE》的各個角色。

## 五十嵐一家
五十嵐一輝（いがらし・いっき）（前田拳太郎、盛永晶月（童年）、森優理斗（5歲）飾）／大陸CV：锦鲤／台灣CV：孟慶府、連婉鈞（童年）／香港CV：黃尉斯、楊婉潼（童年）
假面騎士REVI、假面騎士JACK REVICE、假面騎士REVICE和假面騎士五十嵐的變身者，五十嵐一家的長子，大二、小櫻及幸四郎的大哥，為基夫的後裔，於2000年左右生，21歲。
經營大眾澡堂『幸福澡堂』，是個正義感強烈富有愛心，稍微自大，且擁有不下於任何人的熱情的男人。自稱「日本第一多管閒事的男人」。
第1話得知熱愛足球甚至夢想成為足球選手，但為了守護自家的『幸福澡堂』，毅然決然地放棄夢想。
擅長小型魔術，不太會使用一般的電子設備。
於超戰鬥DVD第二彈《2號騎士開始了～♪》被來自平行世界的狩崎提及，另一個一輝是菲尼克斯的分隊隊長，雖然手持黃金棘龍罪惡印章但變身失敗。
即使遇到再難的問題，也會笑著說「交給大哥我吧！（兄ちゃんに任せとけ!）」。
在18年前，澡堂遭遇火災，但所幸寄宿在體内的惡魔拜斯誕生，並及時保護了他，過後便以失去記憶為代價，與其訂下契約，從那之後就能聽到《惡魔的耳語》，但本身是無欲的性格，對此興趣缺缺，不以為意。直到遭遇死亡之徒的襲擊，為了保護家人而傾聽了最初寄宿在自身體內的惡魔的耳語，並訂下契約，變身成假面騎士。
變身前的口頭禪為「沸騰起來了！（湧いてきたぜ！）」；而決勝負前的口頭禪為「一口氣上吧！（一気に行くぜ!）」
於《假面騎士聖刃》增刊號（特別篇）中先行登場，在追擊蝗蟲·死囚意外地與飛羽真等人相遇，在與飛羽真、拜斯及賢人一同擊敗蝗蟲·死囚後，從賢人手取得蝗蟲罪惡印章並交給一同到來的接受委托的狩崎博士，因為想起自家澡堂的事而離去，離去之前不忘發宣傳單邀請飛羽真等人去自家澡堂泡澡。
第1話為了拯救家人，使用「暴龍罪惡印章」與拜斯訂下契約，並使用REVICE驅動器控制拜斯並變身成假面騎士REVI擊退所有怪人，最後因為有保護澡堂的使命在，而將驅動器還給喬治·狩崎。
第2話變身並合體成REVICE鷲擊敗螳螂·死囚，但戰鬥途中拜斯多次想去襲擊人類，還勸誘荒木解放惡魔，因此撕破臉並決定不使用驅動器戰鬥，肉身與死囚戰鬥中與拜斯訂下契約後使用驅動器，最後合體變身成REVICE暴龍擊敗巨齒鯊·死囚。
第3話為了救出櫻和彩夏與金剛·死囚和胡里歐戰鬥，從大二手中得到罪惡印章轉換形態成猛獁象基因組擊退胡里歐，並擊敗金剛·死囚。
第4話在與幸實的交流中理解到自己不夠體諒大二的心情，隔天帶上桶谷妙子去找彩夏並協助兩人和好，在彩夏無法控制自我後，轉換形態成翼龍基因組拯救從高樓掉下去的美春，並以騎士踢將彩夏與死囚分離，最後與菲尼克斯簽約，更邀約大二在自家澡堂一起泡澡作為兄弟和好的證明。
第5話在直播中看到獅子·死囚和契約者後前去將死囚擊敗，事件後聽從菲尼克斯的計畫引出幕後黑手保護作為誘餌的波恩，但引出死亡之徒的兩位幹部，轉換成獅子基因組占優勢後被突然出現的假面騎士EVIL襲擊。
第6話在接受成瀨由香里的委託後，和拜斯默契式合作，找出工藤康利用「袋鼠罪惡印章」騷擾、威脅出庭證人的證據，並且和拜斯一起將由工藤召喚的袋鼠·死囚消滅，最後連工藤同夥的法官也一起揪出來。
第7話接受菲尼克斯的任務追擊獵豹·死囚 階段2，調查中恰巧得知前園孝治失蹤，遇見被死囚妨礙自首的前園仁志後確認契約者為孝治，戰鬥中從廣見手中得到罪惡印章轉換成胡狼基因組，以騎士踢將孝治與死囚分離。
第8話因想享受旅行而禁止拜斯出來，隔天在給母親幸實的驚喜後被陽炎攻擊，因不想要家人關係四分五裂而變身進行反擊，並得知大二的身體已經被陽炎完全佔據，與陽炎對決中得到金剛罪惡印章，但從手中掉落的胡狼罪惡印章被陽炎奪走，最後陽炎說出下次再戰的話後撤退，戰鬥結束後被母親請求拯救大二。
第9話收到消滅陽炎的命令並得到螳螂罪惡印章，對此命令猶豫不決，在與家人聊天後還是以拯救大二為目標，但從陽炎口中得知自己是讓陽炎誕生的契機後內心產生動搖。
第10話被解除變身將大二作為肉盾的陽炎擊敗，從拜斯得知大二還在奮鬥後下定決心要完全相信大二，闖入陽炎的藏身處，對大二袒露心聲後，大二讓陽炎露出破綻，得到陽炎掉落的腕龍原型罪惡印章變身成腕龍基因組擊敗陽炎。
第11話與拜斯和大二擊敗渦蟲·死囚，從櫻得知大森聖子的狀況，希望櫻把事件交給自己和大二就好，隔天在聖子引發混亂後與拜斯和大二一同與渦蟲·死囚階段2戰鬥，在渦蟲·死囚階段2攻擊變身失敗的櫻時，替櫻擋下攻擊而受傷。
第12話與大二擊敗渦蟲·死囚階段2，從母親談話得知櫻總是在逞強後，前去尋找櫻談話，接到大量死囚出現的通知後前去戰鬥，最後向櫻說出大二請求菲尼克斯協助治療聖子的兒子涼的一事。
第13話因為狩崎需要調整破殼暴龍罪惡印章而回收驅動器和所有印章導致無法變身，聽到死亡之徒出沒，拜斯請求放自己出來支援，但因為不太信任而拒絕，在聽到天空基地被襲擊後趕去狩崎的所在處，被變色龍·死囚階段2襲擊時，想起家人的話和經歷的戰鬥後，選擇相信拜斯後釋放出來，同時完成破殼暴龍罪惡印章，最後變身成破殼暴龍基因組擊敗歐魯特卡和胡里歐。
第14話在清洗澡堂時工藤康突然出現並發起攻擊，被工藤說自己完全不理會其他人心情，是利己主義者後產生動搖，在拜斯說做自己喜歡的事就好了後完全清醒，並擊敗工藤，隨後趕去狩崎所在處但敵人已經離去。
第15話為了得知死亡之徒基地的入口，使用騎士踢將陽炎踢出來詢問，闖入基地戰鬥中，在變色龍·死囚變化成拜斯的樣貌時，提問家人怎麼樣後將其識破，最後與大二和櫻一同擊敗工藤和灰谷，基地暴走後為了救出阿奎萊拉而行動，並將整座在攻擊城市的基地破壞，最後與拜斯一同救出阿奎萊拉和胡里歐。
第16話試圖壓制變身成女王蜂·死囚的阿奎萊拉但失敗，在廣見安排護衛的狀態下識破偽裝成幸實的變色龍·死囚，反讓其落入圈套，與大二和櫻聯手對抗，因不想將變色龍·死囚消滅而勸其投降，被拒絕後將其擊敗。
第17話為了能分離階段3的死囚接受狩崎的模擬訓練，歐魯特卡帶領信徒引發騷動後前去支援，變身成火山暴龍基因組與拜斯一同擊敗基夫魔信徒，但無法拯救變成怪人的人反被歐魯特卡嘲諷而憤怒，並向其攻擊。
第18話受到火山暴龍基因組的能力反噬而重傷倒地而住院，在與拜斯交談後加深羈絆，突然看見遠處爆發後決定行動並從狩崎再次拿取火山罪惡印章，最後在與拜斯的合力下成功將胡里歐的契約解除並破壞。
第19話與大二聆聽山桐千草在掃墓時與廣見和田淵龍彥發生的狀況，同時千草透漏出自己的身分，並希望阻止廣見不要讓他勉強自己，與大二詢問廣見後得知其身體狀況已經到極限，從廣見那聽到千草的報告後出擊時遇見龍彥，與其交談中產生疑惑而開始懷疑千草的意圖，突襲根據地得知是調虎離山後趕去拯救被孤立的廣見和龍彥，與歐魯特卡和其事先準備好的基夫魔信徒戰鬥。
第20話企圖擊敗歐魯特卡，將其契約解除時因拜斯被擊落而失敗，向御子柴朱美詢問廣見的身體狀況後得知一切和以防萬一的對應方式，並向廣見說出自己也會賭上性命保護廣見，從櫻得知玉置豪和阿奎萊拉的狀況後，和大二三人一同決定以基夫印章為優先，與阿奎萊拉暫時合作，在廣見與歐魯特卡決戰時加入戰局擊敗大量死囚，並擊敗歐魯特卡，將其契約解除並破壞，同時將廣見的DEMONS驅動器擊飛將其拯救，最後從廣見那得知DEMONS驅動器內有惡魔。
第21話和大二直接向狩崎詢問廣見和DEMONS驅動器一事，並從赤石英雄口中得知研究目的而不信任菲尼克斯，並向櫻說出菲尼克斯背後可能有其他目的，在櫻展示基夫印章後被拜斯發現印章是假貨，看到天空基地失控後與櫻趕去基地迫降的地方，並與變身成假面騎士DEMONS的歐魯特卡交戰，但反被其力量壓倒。
第22話從狩崎手中得到新蝗蟲罪惡印章，狩崎離開後收到委託作為「空氣階段」的保鑣，與拜斯作為搞笑組合潛入尋找犯人，休息時收到菲尼克斯成員給予的滾輪罪惡印章，與死囚戰鬥中因拜斯的頭劇烈頭痛，為了保護拜斯而使用滾輪罪惡印章，結果主導權被奪走。
第23話得知自己與拜斯的立場對調變成隱身的姿態，聽到拜斯是為了保護自己而裝背叛後推論出襲擊「空氣階段」事件的犯人為富永真由，並要求拜斯回去攝影現場。
第24話從狩崎得知變回原樣的方法，但因拜斯不相信狩崎而選擇花時間考慮，與歐魯特卡對決時，決定相信狩崎並說服拜斯，兩人成功交換立場變身成假面騎士JACK REVICE，與櫻一同擊敗歐魯特卡，將其擊敗而解除變身卻發現自己與拜斯合體，兩人人格交互在身體上顯現。
第25話因基夫強烈鼓動而解除變身，在假面騎士VAIL企圖對大二和櫻動手時上前阻止，並回想起18年前過去的記憶，事後將此記憶內容向大二、櫻和狩崎述說，並從狩崎口中得知元太的過去。
第26話從伊良部正造口中得知元太更為詳細的過去，收到狩崎通知前去關注大二與陽炎的戰鬥，途中迎戰前來亂入的歐魯特卡，但被因韋爾釋放更強力量的歐魯特卡擊敗。
第27話因受到基夫的影響導致拜斯暴走，自我也逐漸消失，在家中與家人談話後被WEEKEND電暈並拘束，甦醒後在牛島太助的帶領下回到家人旁，並從其得知其組織存在和目的，歐魯特卡出沒後再次被拘束，但在基夫的影響下，拜斯再次暴走並逃出。
第28話在假面騎士JACK REVICE被未完成的雷霆風暴罪惡印章蓋印後在自己的體內世界戰鬥，與以自己父親元太作為樣貌的韋爾對峙，隨後與自己（拜斯）戰鬥，以感謝拜斯一直以來保護自己的心戰勝其後，變身成假面騎士REVICE擊敗變身成奇蝦·死囚的歐魯特卡。
第30話在同窗會與池山浩二起糾紛後，在木村昴的協助下以特別來賓的身分參與節目並與浩二會面，詢問發怒的理由途中被大花草·死囚襲擊，事後因陷入幻覺在澡堂獨自大鬧時被大二等人捆綁在椅子上。
第31話在幻覺中得知過去被遺忘的記憶，並與同樣陷入幻覺的浩二和好後從幻覺中脫離，得知此事件的犯人是昴後，前去與大二合力擊敗大花草·死囚，事件後確認家族照內的自己消失，在拜斯解釋後得知因18年前的契約影響，持續借用拜斯的力量戰鬥，作為代價會逐漸失去記憶和回憶。
第32話從伊良部正造得知元太與牛島一行人一起，認為拉弗可芙異變的原因是受基夫影響，但被拜斯否定，後通過玉置豪得知阿奎萊拉的目的是想保住自己最後的尊嚴，並答應櫻的請求讓阿奎萊拉與惡魔分離並計劃讓她和玉置豪一起在澡堂打工，在阿奎萊拉得知此意圖後暴走，從而與櫻陷入惡戰，在使用必殺技要進行分離時因櫻突然挺身保護阿奎萊拉而強制將攻擊偏移。
第33話在守望櫻和阿奎萊拉遊玩時遇見完全復活的韋爾並與其戰鬥，使用必殺技試圖將韋爾擊敗卻忍受住必殺技並撤離。
第34話在大二的請求下與WEEKEND合力計畫拘束赤石的作戰，期間收到母親幸實被韋爾襲擊的消息，與保護幸實的拜斯一同戰鬥時發覺異樣，在執行拘束赤石的作戰被其識破，並從口中得知目的後，在大二向赤石襲擊時被赤石釋放的衝擊波波擊，後因大量的基夫魔信徒和韋爾而陷入苦戰。
第35話受到基夫人民的攻擊而敗北，回澡堂後溫柔地提醒失去冷靜的大二，得知拜斯的動搖原因後要拜斯像拜斯般活著，讓拜斯取回活力，隔天潛入說明會會場，但在赤石的自導自演下因大量的基夫魔信徒和韋爾而陷入苦戰，試圖直接攻擊基夫反被其壓倒，最後被變身成假面騎士OVER DEMONS的牛島光救出。
第36話與櫻一同前去救出作為誘餌的玉置豪，與韋爾戰鬥途中被朱美攻擊並與其交戰，試圖分離惡魔但僅短暫時間讓朱美的意識恢復，隨後被其攻擊而擊敗，事後向狩崎請教救出朱美的方法。
第37話為了救回朱美與櫻一同前去赤石的藏身處，利用冰凍的方式成功讓朱美的意識恢復，但為幫助櫻而只能先擊退地獄基夫魔信徒，之後發現朱美因赤石的偷襲逐漸消散而死亡，隨後被得知消息趕來的大二誤會。
第38話得知元太要提供體內的基夫細胞，理解元太的決意後前去說服不同意而離去的狩崎，與韋爾戰鬥中從其得知元太命危後趕去手術室強行中止製造印章，但印章突然暴走而飛向基夫時，與拜斯合力阻止並使用該印章，變身成假面騎士究極REVI擊敗大量的死囚和地獄基夫魔信徒，阻擋基夫的攻擊。
第39話得知已經遺忘旅行的記憶，牛島公子死後與拜斯和櫻去安慰牛島光，大二率領死囚闖入WEEKEND避難所後試圖平息騷動和說服大二，但其完全不聽，雙方解除變身後被大二持槍瞄準。
第40話在看到父母吵架戲碼後想起以前與大二吵架並和好的事情，決定以認真的兄弟吵架來與大二對峙，最後在述說出自己的想法後擊敗大二。
第41話向得知合照異樣的父母說明契約代價一事，在赤石與韋爾現身後和拜斯合力對抗並成功壓倒雙方，但因擔心韋爾會影響元太且赤石躲避必殺技而未對二人下殺手。
第42話在理解父母的決意後，與櫻一同將驅動器交給元太，在元太與韋爾戰鬥時擊敗赤石，最後與櫻期望大二能一同回家時被基夫干擾。
第43話在收到赤石出沒的消息後趕去亞拉拉特與基夫戰鬥，途中為了協助牛島光而前去牽制赤石。
第44話阻止前來與幸實拜別的大二，與櫻三人打鬥，途中拜斯和基夫出現後與其對決，最後在聽大二的建議下與拜斯開啟大門封印基夫。
第45話對封印基夫一事是否正確而煩惱，基夫復活後與陽炎一同對抗死囚。
第46話在與拜斯、大二和陽炎推測基夫無敵的原因後，讓拜斯前去異空間破壞主因，後與拜斯、大二和櫻一同擊敗基夫。
第47話被拜斯制止變身，後得知僅讓拜斯變身也無法減少記憶消失，在大二和櫻被擊敗後無法忍受狩崎傷害家人而無視勸阻拿起驅動器。
第48話與拜斯、牛島光和廣見找到說服狩崎的素材，但本人卻執意要使用勇敢暴龍罪惡印章戰鬥，最後戰勝狩崎，卻遺忘自己的弟妹。
第49話在廣見的協助下與拜斯一同從家中搬出，得知拜斯襲擊澡堂和街上的人後與其戰鬥。
最終話得知拜斯的意圖後決定與其再戰，在拜斯隨著記憶一同消失後恢復和家人的記憶，在回復正常生活後在某次家庭聚餐時做出與拜斯相同的結他手勢。
於聯動劇場版《假面騎士GEATS×REVICE MOVIE Battle Royale》中因想繼續守護家人的初心，得以讓拜斯重新復活，之後爲了奪回幸四郎的惡魔與拜斯、大二、小櫻四人一同参與了「願望大逃殺」的生存游戲，於遊戲結束拜斯跟著消失後，因浮世英壽寫下「五十嵐一輝永遠不會忘記戰鬥記憶的世界」的願望，得以在外傳《REVICE Forward 假面騎士LIVE&EVIL&DEMONS》中，恢復了與拜斯相關的記憶。
最終舞台劇經由狩崎的實驗，被傳送到自己的精神世界裡，並以自己的回憶為基礎構成了與拜斯再度相遇的過程，期間一度不想醒來，直到被大二點醒後，蘇醒之際與寄宿在真正暴龍罪惡印章內的拜斯融合變身成假面騎士REVICE SHIN，以一心同體之力擊倒韋度。
- 根據訪談，原本五十嵐一輝是被塑造成擁有雙重人格的，但太過黑暗，而只得將其塑造成接近昭和騎士性格的熱血主角並加上像拜斯那樣的淘氣包，而原先的雙重人格的設定則放在五十嵐大二的角色身上。

五十嵐大二（いがらし・だいじ）（日向亘、山田暖絆（童年）、伊藤駿太（中學）飾）／大陸CV：陈子平／台灣CV：歐祖豪、劉如蘋（童年）／香港CV：譚禹晋（TV版）、吳茵（童年）、簡懷甄（劇場版）
假面騎士LIVE和假面騎士五十嵐及假面騎士LIVE&EVIL的變身者，五十嵐一家的次子，一輝的弟弟，小櫻和幸四郎的二哥，基夫的後裔，同時也是菲尼克斯的新人兼新任分隊長。
隊員編號No.4673，頭腦清晰，運動能力強，因想保護他人而自願加入菲尼克斯，並投身於與死亡之徒的戰鬥。
於超戰鬥DVD第二彈中被來自平行世界的狩崎提及，另一個大二還是個三歲的孩童。
第6話得知喜愛甜食，怕苦怕辣 。
變身前的口頭禪為「是非黑白，分清一切吧！（白黒をつけようぜ！）」；而決勝負前的口頭禪為「認真地結束一切吧！（大事に決めようか！）」
第1話在分隊長就職典禮時遇到死亡之徒的襲擊，在看到門田廣見擅自使用REVICE驅動器失敗而孕育出死囚後，當下對使用REVICE驅動器而感到恐懼。
第2話受若林優次郎的命令將驅動器交給一輝並簽下契約，但簽契約前因死囚的出現而被妨礙。
第3話聽從胡里歐的威脅回基地向狩崎拿取兩個罪惡印章，在看到新型驅動器而詢問使用許可卻慘遭嘲諷，回到戰鬥現場給予胡里歐「翼龍罪惡印章」，被欺騙後給一輝「猛獁象罪惡印章」，戰鬥結束後回收胡里歐手中掉落的翼龍罪惡印章，並對一輝產生嫉妒和自卑感。
第4話透過幸實的交流和協助傳達給一輝自己的想法後，隔天在一輝拯救美春後向其說明拯救方法並和好，事件後讓一輝與菲尼克斯簽約，並讓新都市開發課的搬遷協議申請延期。
第5話提出讓波恩作為誘餌引誘出偷走印章的內賊，但在假面騎士EVIL出現後與廣見一同從警戒位置上消失且無法取得聯繫，同一區域警戒的狩崎和其他隊員則已經被擊倒在地。
第6話得知在誘餌作戰中從狩崎手中得到雙側驅動器，變身成假面騎士EVIL，在作戰前在澡堂與狩崎聊天時就已經喚醒他寄宿的惡魔陽炎，並且精神已經被其支配。
第7話得知自己體內惡魔的存在。
第8話因無法壓制陽炎，身體自主權完全被奪走。
第9話得知從小就因為一輝太過耀眼，而使他一直活在一輝的光輝下，也逐漸造就他的心理陰影，選擇加入菲尼克斯就是為了想在一輝不在的地方獲得認同，但結果因REVICE驅動器而使得一輝也加入菲尼克斯，在心裡對於一輝的羨慕及嫉妒，促使陽炎的成長。
第10話在聽到一輝袒露心聲，奮力反抗讓陽炎露出破綻，陽炎被擊敗奪回身體支配權後變身成假面騎士LIVE擊敗腕龍·死囚（Type-Union）。
第11話與一輝和拜斯擊敗渦蟲·死囚，從櫻得知大森聖子的狀況，要求沒有戰鬥能力的櫻留在家不要參與其中，隔天在聖子引發混亂後與一輝和拜斯一同與渦蟲·死囚階段2戰鬥。
第12話與一輝擊敗渦蟲·死囚階段2，結束戰鬥後對櫻說話太嚴厲而再次起爭執，與大量死囚戰鬥前突然聽到廣見說出自己戰鬥的理由而不知所措，結束後與菲尼克斯請求協助治療聖子的兒子涼，最後與櫻道歉並和好。
第13話聽到死亡之徒襲擊後趕去現場，但發現是聲東擊西後趕去天空基地，在保護櫻後被歐魯特卡擊敗，身體掌控權被陽炎奪走，最後在櫻以騎士踢擊敗陽炎後奪回掌控權。
第14話從狩崎口中得知叛徒是若林，在變色龍·死囚 階段2攻擊廣見並說出真相後，試圖將其壓制但失敗。
第15話說出闖入死亡之徒基地的問題後，因櫻的提議被迫被騎士踢擊中讓陽炎現身，陽炎吃完超辣咖哩後醒來被超辣咖哩辣到，闖入基地亂戰後將歐魯特卡打出基地外，與一輝和櫻一同擊敗工藤和灰谷。
第16話在變色龍·死囚襲擊時與櫻一同擊敗變色龍·死囚所召喚的死囚。
第17話和廣見一同前去阻止歐魯特卡帶領信徒引發的騷動。
第18話和櫻一同阻止狂暴狀態下的胡里歐但反被擊敗。
第19話與一輝聆聽山桐千草在掃墓時與廣見和田淵龍彥發生的狀況，與一輝詢問廣見後得知其身體狀況已經到極限，在廣見向狩崎強硬詢問DEMONS驅動器的秘密時將其阻止，從廣見那聽到千草的報告後出擊，在一輝得知是調虎離山離開現場後與隊員一同擊敗大量的死囚。
第20話在廣見試圖變身時趕到並擊敗基夫魔信徒，從櫻得知玉置豪和阿奎萊拉的狀況後，和一輝三人一同決定以基夫印章為優先，與阿奎萊拉暫時合作，在廣見與歐魯特卡決戰時通知一輝進行作戰計畫，最後從廣見那得知DEMONS驅動器內有惡魔。
第21話和一輝直接向狩崎詢問廣見和DEMONS驅動器一事，並從赤石英雄口中得知研究目的，但因為自己的身分是菲尼克斯的隊員而猶豫，在天空基地失控後，廣見命令去追擊逃走的歐魯特卡，但被變身成假面騎士DEMONS的歐魯特卡擊敗。
第22話在陽炎出現後拒絕與其交換主控權，向赤石詢問搜救廣見的搜索狀況後得知沒有收穫，並被其希望能代替廣見好好加油，在戰鬥完看到假面騎士JACK REVICE解除變身後只看到拜斯存在。
第23話與櫻前去與歐魯特卡和阿奎萊拉戰鬥，兩人被擊敗，在歐魯特卡要給予櫻致命一擊時身體被陽炎奪走並保護，戰鬥後從阿奎萊拉的態度突然轉變的理由和拜斯的態度突然轉變，推測出實情後與櫻一同去捕捉拜斯，在拜斯坦承下確信是為了保護一輝而行動。
第24話時因陽炎力量增強而感到頭痛。
第25話因基夫強烈鼓動而解除變身，被假面騎士VAIL襲擊的事後從一輝口中得知18年前的事件，並從狩崎口中得知元太的過去。
第26話企圖自己處理自己的惡魔，在陽炎奪走烏鴉罪惡印章後，在身上蓋印蝙蝠罪惡印章使兩人分離，在陽炎的強迫下與其對決，擊敗陽炎獲得「神聖飛翼罪惡印章」變身成假面騎士HOLY LIVE。
第27話在擊敗歐魯特卡後，因基夫即將復甦導致拜斯暴走，與櫻合力將其擊敗，歐魯特卡再次出現後將其誕生的基夫魔信徒擊敗，但在攻擊歐魯特卡時被基夫和拜斯干擾。
第28話和櫻一同協助狩崎使用未完成的雷霆風暴罪惡印章在假面騎士JACK REVICE蓋印後，三人與變身成奇蝦·死囚的歐魯特卡對決，但反被其擊敗，在事件後決定留在菲尼克斯，對赤石表示會從內部將組織的黑幕排除。
第30話因懷疑赤石就是組織的内幕而決定跟蹤其，結果被朱美戳中模仿廣見時的行不通，需做自己就好，后接獲一輝在澡堂獨自大鬧的消失，而帶隊將其捆綁在椅子上。
第31話前去調查池山浩二是否為孕育出死囚的犯人，卻發現其也受害，在狩崎的通知下前去支援櫻與大花草·死囚戰鬥，在從幻覺中脫離的一輝趕來後合力擊敗死囚。
第32話得知赤石與韋爾有勾結後試圖調查但被朱美阻止，得知朱美在赤石的房間失蹤後向赤石詢問朱美的下落，但街上突然出現基夫魔信徒（TRUE）而被迫以將其消滅為優先處理。
第33話強制闖入赤石的房間發現朱美，得知赤石知道基夫的所在地後發怒並發起攻擊，但被赤石的力量擊倒。
第34話為了救出朱美著急著尋求一輝和WEEKEND協助，得知母親幸實被韋爾襲擊時而怒氣爆發，在執行拘束赤石的作戰被其識破，並從口中得知目的後，憤怒下變身襲擊赤石，但被赤石釋放的衝擊波擊中而重傷，隨後被因基夫的力量而變成基夫人民的朱美襲擊。
第35話作為說明會會場的警衛，企圖在眾人面前接露赤石的真面目，但在赤石的自導自演下被迫與朱美戰鬥，並且被基夫的攻擊壓倒，最後被變身成假面騎士OVER DEMONS的牛島光救出。
第36話在擊敗大量的下級基夫後，被地獄基夫魔信徒擊敗而絕望。
第37話為了維護和平與一輝交涉決裂，一人清除大量的下級基夫，得知一輝在攻擊朱美後趕去現場，在朱美被赤石偷襲而亡後不聽一輝和櫻的解釋並咬定是一輝所為，最後在出拳打向一輝时被廣見阻止。
第38話拒絕了廣見的勸阻，並繼續為赤石效力。
第39話拒絕韋爾提出的組隊，在率領死囚闖入WEEKEND避難所後被人們譴責，對此失望後下令死囚強行抓去亞拉拉特，並對一輝、拜斯、夏木花和櫻發起攻擊，完全不聽一輝和櫻的話，最後受到被拜斯反彈的攻擊而解除變身，卻持槍舉向前來擔心自己的一輝和櫻。
第40話因執迷不悟而被櫻扇了耳光後被韋爾帶離，收到一輝的訊息後決定與其對決，在被一輝擊敗後被赤石帶離。
第41話與赤石看見基夫憤怒後決定親自對抗一輝和拜斯，在戰鬥中企圖攻擊一輝，但被夏木花追擊而與其對決。
第42話在擊敗夏木花後離去，在元太與韋爾戰鬥時被櫻擊敗，並被其要求觀望元太的戰鬥，最後在元太的開導後，一輝和櫻伸手請求一同回家時被基夫干擾。
第43話在基夫襲來後失去蹤影，在亞拉拉特現身後擊退牽制的廣見和DEMONS軍團，給予赤石最後一擊後，要求基夫與自己簽契約。
第44話在與基夫簽契約時被拜斯阻止，回到家中與幸實拜別時被一輝制止，與櫻三人打鬥並將櫻擊飛，途中在基夫現身後與廣見戰鬥並雙方倒下，被廣見死命地說服後，與從「完美飛翼罪惡印章」中復活的陽炎一同變身成假面騎士EVILYTY LIVE，將基夫打入一輝和拜斯開啟的大門封印。
第45話與廣見、夏木花和玉置豪一同尋找歐魯特卡並將其逮捕，基夫復活後與陽炎交替迎擊死囚。
第46話在與一輝、拜斯和陽炎推測基夫無敵的原因後，讓拜斯前去異空間破壞主因，後與一輝、拜斯和櫻一同擊敗基夫。
第47話發現DEMONS軍團被擊敗，得知狩崎的目的和一輝的狀況後提議將所有驅動器交還但被狩崎拒絕，並被其攻擊後與櫻一同戰鬥，最後被狩崎擊敗。
第48話與櫻探望夏木花和玉置豪，一同討論後決定不阻止一輝變身戰鬥。
最終話中成立新組織青鳥來代替菲尼克斯。
五十嵐櫻（いがらし・さくら）（井本彩花、福元愛悠（童年）飾）／大陸CV：赵双／台灣CV：連婉鈞／香港CV：成樂怡（TV版）、楊婉潼（Beyond Generation）
假面騎士JEANNE和假面騎士五十嵐的變身者，五十嵐一家的小女兒，一輝和大二的妹妹，幸四郎的姐姐。稱一輝為『一輝哥』，稱大二為『小大』，基夫的後裔，第29話正式加入WEEKEND，成為該組織的成員。
性格溫柔，但很愛裝高冷的青春期高中生。另外是空手道社員，因此被狩崎稱呼為『空手道女孩（カラテガール）』。
第9話得知當初是陪著哥哥練空手道，結果反而是她專注於其中。
身、心、體各方面相當出類拔萃，所以實際上她比她兩位哥哥更具強大的潛力。
於超戰鬥DVD第二彈中被來自平行世界的狩崎提及，另一個小櫻其實是五十嵐家所養育的一條蟒蛇。
變身前的口頭禪為「讓你見識一下，我的強大吧！（私の本当の強さ、見せてあげる！）」；而決勝負前的口頭禪為「快捷地解決吧！（サクッと倒すよ!）」
第3話與彩夏逛街時遇到死囚來襲，之後彩夏被吉田浪夫挾持時，為了保護好友而自願當人質，在遭到綁架間趁吉田浪夫分心的時侯自行掙脫繩索並擊倒吉田浪夫。
第6話按照母親幸實所給的食譜煮出了咖喱，但不知為何煮的過辣，導致長兄一輝和父親元太一下子就受不了，但後來出現的大二卻將辣過頭的咖喱吃得津津有味。
第8話為了慶祝出院與家人出門旅遊，並與哥哥們準備驚喜給母親幸實，但陽炎出手攻擊一輝而毀了一切，拯救掉入泳池中的元太後去攻擊現出真身的阿奎萊拉。
第9話聽到一輝和狩崎的對話，得知菲尼克斯讓一輝去消滅大二而生氣。
第10話對菲尼克斯的正義產生疑問，一個人時攻擊突然出現在身後的阿奎萊拉，對阿奎萊拉的邀請感到疑問。
第11話因為阿奎萊拉的耳語導致一直心神不寧，甚至恍神的狀態，之後更是收到來至不明人士所寄的內含自由驅動器和眼鏡蛇罪惡印章的包裹，因跟蹤大森聖子而得知其情況，希望菲尼克斯能原諒聖子的行為，本想用自己的力量解決一切事件，但被家人要求留在家後負氣離家出走，隨後被牛島一家邀請至家中過夜，隔天為了阻止聖子試圖變身但失敗，並讓保護自己的一輝受傷。
第12話再次與大二起爭執，在公園一輝說出自己和大二其實是不想要家人死去，逞強不是強大，一輝離開後跑去空手道館練習變身，想起一輝的話後承認自己弱小而誕生出惡魔，在一輝和大二陷入苦戰後加入戰鬥並變身成假面騎士JEANNE，擊敗大量死囚並拯救聖子，同時發現始作俑者為曾出現在聖子身旁的心理諮詢師，最後與大二和好。
第13話聽到死亡之徒襲擊後趕去現場，在大二得知是聲東擊西後一同趕去天空基地，因為擔心保護拉弗科芙的廣見，而讓保護自己的大二被擊敗，並變成陽炎，在一輝和狩崎支援後，從狩崎手中得到孔雀罪惡印章，聽從狩崎的建議使用騎士踢擊敗陽炎拯救大二。
第14話在上課中灰谷突然在校內引發騷動，但在朋友們緊緊跟隨下無法私下變身，在灰谷挑釁要把朋友變成死囚後，怒氣爆發狀態下直接在眾人面前變身，並擊敗灰谷。
第15話提出讓陽炎說出死亡之徒基地入口的提案，闖入死亡之徒的基地後與灰谷戰鬥，最後與一輝和大二一同將工藤和灰谷擊敗，基地暴走後試圖去救阿奎萊拉，但被一輝制止並代替自己去進行救援。
第16話幸實不想再讓櫻加入戰鬥而產生爭執，從元太手中拿回被幸實藏起來的驅動器時，不小心讓元太再次閃到腰，在變色龍·死囚襲擊時與大二一同擊敗變色龍·死囚所召喚的死囚，最後與牛島光有約而前去牛島家。
第17話在牛島家地下室前感到恐懼而離開，在聽了奧田陽介和玉置豪的事情後答應協助尋找並拯救玉置豪，在歐魯特卡帶領信徒引發騷動後發現胡里歐，變身後試圖與其交談但被無視。
第18話在醫院留守受傷的一輝，看著一輝對於拯救死囚的執念，回想起自己與哥哥們協議陽介的委託如何處理的畫面，認為一輝受傷責任在於自己而出去散心，恰巧碰見等候自己的胡里歐，以為對方來進行攻擊，兩人交談後接受對方「代為照顧阿奎萊拉」的請求以「跟奧田陽介見面」作為交換條件，遠處等待時目睹陽介被基夫魔信徒蠶食殆盡與胡里歐怪人態暴走的整個過程，與大二試圖阻止變身為狂暴狀態的胡里歐但反被擊敗。
第19話在訓練時玉置豪前來委託，希望能成為與阿奎萊拉的交談對象，與阿奎萊拉見面後希望其能恢復成原本人類接受現實，被以武力拒絕後與其應戰並擊敗，最後被阿奎萊拉拒絕再次見面。
第20話在訓練時再次受到玉置豪的委託，希望能拯救阿奎萊拉，在與一輝和大二交談後決定以基夫印章為優先，與阿奎萊拉暫時合作，在廣見與歐魯特卡決戰時加入戰局擊敗大量死囚。
第21話再次被邀請去牛島家，得知牛島一家所屬的組織WEEKEND和其目的並被其拉攏，牛島太助請求先從阿奎萊拉手中奪走基夫印章，先前與玉置豪約定事後給予印章，但在阿奎萊拉不知情的狀況改為用實力搶奪，從一輝口中得知菲尼克斯背後可能有其他目的，向一輝展示基夫印章後被拜斯發現印章是假貨，看到天空基地失控後與一輝趕去基地迫降的地方，並與變身成假面騎士DEMONS的歐魯特卡交戰，但反被其力量壓倒。
第22話在思考WEEKEND拉攏一事時遇見被阿奎萊拉開除的玉置豪，與一輝交談後隔天讓玉置豪在五十嵐家借住。
第23話與大二前去與歐魯特卡和阿奎萊拉戰鬥，戰鬥中被阿奎萊拉請求保護玉置豪，被歐魯特卡擊敗，給予致命一擊前被陽炎保護，在大二推論出拜斯的實情後，與大二一同去捕捉拜斯，在拜斯坦承下確信是為了保護一輝而行動，最後向WEEKEND詢問滾輪印章的出處後見到其組織的代表－狩崎真澄。
第24話被牛島光要求答覆是否加入WEEKEND組織。在狩崎被基夫魔信徒襲擊時與拜斯一同將基夫魔信徒擊敗，在狩崎被歐魯特卡綁架後，收到狩崎的聯絡與拜斯前去迎接時前去與歐魯特卡對決，在一輝與拜斯成功切換立場後，兩人合力擊敗歐魯特卡。
第25話因拉弗科芙受到基夫強烈鼓動而暴走，同時被阿奎萊拉擊敗，被假面騎士VAIL襲擊的事後從一輝口中得知18年前的事件，並從狩崎口中得知元太的過去。
第26話從狩崎真澄口中得知元太更為詳細的過去和研發自由驅動器、滾輪罪惡印章的目的，收到狩崎的通知前去大二的所在地的途中被阿奎萊拉攔截，與其以肉身戰鬥並同時給予勇氣。
第27話因基夫即將覺醒導致拜斯暴走，與大二合力將其擊敗，歐魯特卡再次出現後將其誕生的基夫魔信徒擊敗，但在攻擊歐魯特卡時被基夫和拜斯干擾。
第28話和大二一同協助狩崎使用未完成的雷霆風暴罪惡印章在假面騎士JACK REVICE蓋印後，三人與變身成奇蝦·死囚的歐魯特卡對決，但反被其擊敗，在事件後希望狩崎父子能和好，自己也決定留在WEEKEND協助擊敗復活的基夫。
第30話正式加入WEEKEND，并且換上該組織的制服。
第31話前去與大花草·死囚戰鬥，但卻陷入幻覺。
第32話与元太见面，放學後向牛島光打探加入組織的原因，卻遭遇阿奎萊拉袭击，途中因拉弗科芙發生異變而中斷，之後通過玉置豪得知阿奎萊拉已經萬念俱灰，決鬥只是是為了保護自己最後的尊嚴，後請求一輝將阿奎萊拉與惡魔分離，但在過程中被拉弗科芙用身體撞擊後再次產生異變後消失，想起狩崎真澄推論是因為自己的迷惘傳染給拉弗科芙而導致異變的話後挺身保護阿奎萊拉，認為阿奎萊拉的問題需要自己親手解決。
第33話藉由拜斯潛入潛意識與拉弗科芙交談的結果，得知現在的自己是不行的，從玉置豪口中得知阿奎萊拉沒有死亡之徒和戰鬥以外的回憶後，前去與阿奎萊拉談條件，半強迫的去遊樂園遊玩，得到修復完成的驅動器後與阿奎萊拉決鬥，途中從狩崎手中得到能分離階段3死囚的新印章，將阿奎萊拉與惡魔契約分離。
第34話在進行拘束赤石的作戰被其識破，並從口中得知目的後，在大二向赤石襲擊時被赤石釋放的衝擊波波擊，後因大量的基夫魔信徒而陷入苦戰。
第35話受到基夫人民的攻擊而敗北，隔天潛入說明會會場，但在赤石的自導自演下因大量的基夫魔信徒和韋爾而陷入苦戰，並且被基夫的攻擊壓倒，最後被變身成假面騎士OVER DEMONS的牛島光救出。
第36話與夏木花在外調查時被韋爾襲擊，前來保護夏木花的玉置豪被作為人質，得知玉置豪是作為誘餌而行動後，與一輝一同前去救援，但被持有大量印章能力的韋爾擊敗。
第37話為了救回朱美與一輝一同前去赤石的藏身處，與和朱美一同出現的地獄基夫魔信徒戰鬥，最後被其擊敗，朱美死亡後試圖向大二解釋原本的目的但被其無視。
第38話與一輝、拜斯、牛島光和夏木花一起阻止一眾惡魔雜兵，但後來被地獄魔信徒偷襲而解除變身，戰鬥結束後希望元太和正造能放棄原本的人設。
第39話在牛島公子死後與一輝和拜斯去安慰牛島光，大二率領死囚闖入WEEKEND避難所後試圖平息騷動和說服大二，但因其完全不聽，在大二擊飛夏木花後憤怒地對大二攻擊，雙方解除變身後被大二持槍瞄準。
第40話因大二執迷不悟而扇了耳光，陷入崩潰後被夏木花和拉弗科芙安慰，在一輝和大二對峙的期間，與夏木花和牛島光迎擊前來的死囚大軍，但不敵變化成基夫人民的赤石英雄，在牛島太助下令後聽從指示撤退。
第41話為了讓牛道光重新振作而與其對決空手道。
第42話在理解父母的決意後，與一輝一同將驅動器交給元太，在元太與韋爾戰鬥時擊敗大二，並要求其觀望元太的戰鬥，最後與一輝期望大二能一同回家時被基夫干擾。
第43話在收到赤石出沒的消息後趕去亞拉拉特與赤石戰鬥，但不敵其而被擊退。
第44話試圖阻止哥哥們打鬥，但被大二擊飛。
第45話在察覺到拉弗科芙背後有裂縫後強硬拒絕其參與戰鬥，死囚出現後與夏木花一同對抗，但因缺少拉弗科芙的協助下導致戰鬥中趨於劣勢。
第46話被夏木花訓斥後，首次使用印章讓拉弗科芙在戰鬥外實體化，理解拉弗科芙是成長而脫皮後，一同變身成假面騎士INVINCIBLE JEANNE擊敗死囚，最後與一輝、拜斯和大二一同擊敗基夫。
第47話去上課途中與夏木花告別，在大二試圖與狩崎交涉但反被其攻擊後與大二一同戰鬥，最後被狩崎擊敗。
第48話與大二探望夏木花和玉置豪，一同討論後決定不阻止一輝變身戰鬥。
最終話中決定報考醫大而努力惡補戰鬥期間荒廢的學業。
於外傳《REVICE Forward 假面騎士LIVE&EVIL&DEMONS》中，與夏木花和玉置三人一同開設了「夏木偵探事務所」專門調查不明事件。
- 在劇情後期開始，有觀眾發現五十嵐櫻的角色名其實是出自腳本木下半太的其中一部小說作品裡的同名主角，再加上腳本原本就打算將櫻塑造成跟聖女貞德一樣的革命性強大角色[24]，而被懷疑是腳本的其中的夾帶私貨的表現手法[25]。
- 本劇飾演兄妹的演員日向亘與井本彩花兩人，實際上井本彩花年齡比日向亘年長近5個月。
- 演員井本彩花於2022年2月28日被爆確診新冠肺炎，但其實在三天前開始身體已經不適，因此缺席當天的超英雄祭，甚至不排除後續戲份會有所調動[26]，之後已康復恢復演出。

五十嵐幸實（いがらし・ゆきみ）（映美綺羅、大久保櫻子（青年時期）飾）／大陸CV：兰酒／台灣CV：劉如蘋（TV版）、陳貞伃（劇場版）／香港CV：吳茵（TV版）、簡森（劇場版）
五十嵐四兄妹的母親。
幼年時父母雙亡，自那之後就一直自己一人經營幸福澡堂，性情樂觀，又愛管閒事，還自稱「日本第一愛管閒事」。
用對家庭滿懷的愛包容一切，並用嚴厲且溫柔的眼神看著一輝這些孩子們成長。
於前傳《REVICE Legacy 假面騎士VAIL》得知，在25年前的一次惡魔襲擊事件中，偶遇當時是為「惡魔獵人」的白波純平，這段偶遇和相識卻讓純平漸漸放下對惡魔的仇恨，並在伊良部正造和狩崎真澄的協助下逃離科學研究組織諾亞，以五十嵐元太的身份和自己組織家庭。
口頭禪就是「人呀，即使發生任何事只要泡個熱呼呼的溫泉就會恢復精神的（人間、どんなことがあっても熱いお風呂につかれば復活できるのよ）。」
招牌菜是日式咖喱飯。
第1話時與長子一輝、小女兒櫻還有澡堂的常客一同參加次子大二的分隊長就職典禮，卻因死亡之徒的襲擊，而遭到死囚擊傷，直至第7話出院。
第8話為了慶祝出院與家人出門旅遊，隔天還收到一家人的驚喜，但陽炎出手攻擊一輝而毀了一切，最後請求一輝拯救大二。
第9話時告訴一輝某次小時候的大二因捉迷藏而失蹤，全家一起搜尋但只有一輝找到他的事，告訴一輝說最相信大二的他肯定能拯救大二。
第16話不希望櫻再次參與戰鬥而把驅動器藏起來，在廣見勸說下答應讓孩子們再參與戰鬥一段時間，在採買途中被變色龍·死囚綁架，但在廣見事先安排護衛下而確保安危，在聲援中不小心踢到和打到拉弗科芙。
第19話因不原諒拜斯想吃自己一事而不給其吃咖哩。
第27話向自己的兒女坦白自己隱瞞元太是假面騎士一事。
第40話假裝與元太打鬥，並告訴一輝可以通過以往的方式讓大二迷途知返。
- 根據訪談，原本在本篇第1話，幸實這個角色是要在死亡之徒襲擊分隊長就任儀式當天，就被死亡之徒擊殺而死的，但為了貫徹本作的「家庭」主題，而就此成了廢案。

五十嵐元太（いがらし・げんた）（戶次重幸、和田雅成（青年時期）飾）／大陸CV：赵震／台灣CV：黃天佑（TV版）、歐祖豪（劇場版）／香港CV：郭湛深（TV版）、黃榮璋（Beyond Generation）
假面騎士VAIL和假面騎士DESTREAM的變身者，五十嵐四兄妹的父親，本名白波純平，過去的他曾因被狩崎真澄移植了基夫基因的關係而從瀕死的邊緣中復活。
夢想著成為動畫投稿網站的高人氣創作者來賺大錢，但其實是個廢材老爸。然而，他愛護家人的情感是真誠的。
於前傳《REVICE Legacy 假面騎士VAIL》得知，瀕臨死亡之際被當時還隸屬於科學研究組織諾亞的狩崎真澄，在進行研究時將基夫的細胞植入心臟而恢復心臟的跳動，同時誕生了惡魔「韋爾」，間接使其殺害雙親，後續作為驅動器的實驗體並作為名為假面騎士VAIL的「惡魔獵人」，以處理在研究中誕生的惡魔為生，然而中途卻得心病，但在遇見五十嵐幸實被其拯救後選擇逃離諾亞，逃離時因激烈戰鬥而失去記憶，在整容後以五十嵐元太的身份與幸實共結連理。
不料18年前，惡魔韋爾卻附身在元太身上，並放火燒毀了整個澡堂，作爲背叛惡魔所應得的代價，但所幸沒造成任何人員傷亡。
一連串事件後因不明原因失去心臟，這些年來除了狩崎真澄、伊良部正造和五十嵐幸實以外，沒任何人知道這個秘密。
第3話中代替兒子一輝向都市開發人員談判，結果反而被說服，也因此在打算蓋印時，被在場的其他常客聯合阻止。
第5話時以自己的播放頻道幫忙一輝蒐集死亡之徒出沒的消息，但結果卻是來一堆詢問各種雞毛蒜皮事情的人。
第8話為了慶祝幸實出院帶家人出門旅遊，隔天還準備給幸實的驚喜，但陽炎出手攻擊一輝，為了阻止但被變身後的陽炎甩入泳池中。
第16話在櫻拿回驅動器時太粗魯而再次閃到腰，隨後在到來勸說的廣見的好意下去菲尼克斯的醫院接受治療，可是結尾其體檢報告讓狩崎發現元太沒有心臟。
第19話從菲尼克斯的醫院檢查回來向家人說自己得了重病，並請求如果發生意外麻煩照顧幸實，但說出病情的內容卻是嚴重的蛀牙。
第21話結尾胸口突然產生疼痛，並且腦中突然閃過在菲尼克斯研究室中的基夫的畫面。
第24話在浴室幫狩崎擦背時露出心臟位置的傷痕，並被對方詢問時表示對此傷痕毫無相關記憶。
第25話被韋爾操控變身成假面騎士VAIL，在企圖攻擊自己兒女時將其阻止後解除變身，再度失去以前的記憶後昏迷。
第28話因恢復作為純平時的記憶而混亂，在家留下一封信表示在狀況完全穩定前先隱藏自己的行蹤，直到第30話才得知早已被WEEKEND匿藏起來保護。
第32話換上黑色服裝並與櫻見面。
第36話試圖想自己處理韋爾而回到澡堂，但身體仍難以進行戰鬥。
第38話私下自願提供體內的基夫細胞讓狩崎父子開發強化道具，命危時在一輝中途阻止而恢復穩定，最後與正造一同下跪道歉。
第40話為了讓一輝想起以往和大二重歸於好的方法而與幸實演齣吵架戲碼。
第41話得知一輝的狀況後，為了與韋爾對決，從狩崎真澄手中拿回VAIL驅動器，並交給喬治・狩崎開發新的驅動器。
第42話得到DESTREAM驅動器後，通知大二自己要與韋爾決戰，與韋爾一番激戰後將其擊敗，利用真紅韋爾罪惡印章將韋爾吸收到自己體內，最後在開導大二後昏迷。
第43話得知在WEEKEND內進行治療。
第49話協助拜斯的計畫而與其戰鬥並被擊敗。
| 話數 | 挑戰項目                     | 結果                       |
| ---- | ---------------------------- | -------------------------- |
| 1    | 跳最長的跳繩                 | 2下                        |
| 2    | 折千紙鶴                     | 1隻3個頭的紙鶴             |
| 3    | 快速抽衛生紙                 | 被都市開發的交涉影響而作廢 |
| 13   | 疊骨牌                       | 被櫻不小心一腳破局         |
| 15   | 一分鐘能打多少次噴嚏         | 因閃到腰而告終             |
| 20   | 蛀牙時忍痛吃日本第一硬的仙貝 | 成功，而且沒感覺到疼痛     |

五十嵐幸四郎（いがらし・こうしろう）

## 惡魔
拜斯（木村昴聲+永德皮套飾演）／大陸CV：图特哈蒙／台灣CV：陳彥鈞／香港CV：何家裕（TV版）、鄧肇基（Beyond Generation）、梁志達（SUPERHERO戰記、劇場版短篇）
假面騎士VICE、假面騎士JACK REVICE和假面騎士REVICE的變身者，一輝體內所寄宿的惡魔。第一人稱『俺っち』或『俺』。
與宿主一輝相比，性情上半衝動、開朗、高調又莽撞，每次遇到自己所喜愛的人事物時非常興奮，像小孩子一樣，需要宿主一輝時不時管住它。
第25話得知在18年前的幸福澡堂火災事件就已誕生了，隨後與年幼的一輝以一輝自身的記憶作為代價訂下契約保護五十嵐一家人，並遵守著將此契約作為秘密的約定。
平常是以隱身的姿態徘徊在一輝身邊，且戴著口罩，藉由和一輝訂立契約，而作為假面騎士VICE實體化，成為對抗死亡之徒的戰力之一。然而拜斯的願望是，從一輝的身體中解放出來，令自己擁有真實的身體。
變身成其他型態（基因組）時講出以該型態相對應假面騎士相關的口頭禪及招牌手勢以作出致敬。
能藉由蓋印罪惡印章於任何物體上進行附身，強化該物體的功能，甚至偶爾利用這一點來惡作劇，並且越做越過火
能潛入別人潛意識中偷看別人的內心想法，並具有繪畫天分。
會時常調侃一輝甚至與他打起架來，但兩人的爭吵至始至終，如同漫才般的節奏。也會做出打破第四面牆的舉動，做出與觀看此作品的觀眾詢問、對話等互動。
每次擊倒死囚時，都會對著電視畫面的角度進行倒數。
於《假面騎士聖刃》增刊號（特別篇）中先行登場，與一輝、飛羽真及賢人四人一同擊敗了蝗蟲·死囚，但因為是惡魔的關係，變身前除了一輝跟狩崎知道其存在外，只有尤里能看到。
第1話從以前開始就說服一輝與自己訂下契約，直到因死亡之徒的襲擊，才讓一輝為了救人而訂下契約，實體化後打算向一輝的母親幸實下手時被REVICE驅動器控制並變身成假面騎士VICE，解除變身後再度變回寄宿時的狀態。
第2話變身並合體成REVICE鷲擊敗螳螂·死囚，擊敗後勸誘荒木解放惡魔導致與一輝撕破臉，在一輝決意只用肉身與死囚戰鬥，受不了一輝可能會死亡的後果後與一輝訂下契約不再襲擊人類，最後合體變身成REVICE暴龍擊敗巨齒鯊·死囚。
第3話在戰鬥中對一輝保護家人的重要無法理解而不耐煩，直到一輝從大二手中得到罪惡印章轉換形態成猛獁象基因組擊退胡里歐，並擊敗金剛·死囚。
第4話中非常想理解愛情，在彩夏無法控制自我後轉換形態成翼龍基因組協助一輝拯救美春，事件後在一輝與菲尼克斯簽約後發現一輝與大二的合照發生異樣。
第5話變化成獅子基因組後想爭合體變身的位置，但變化成招財貓，最後被亂入的假面騎士EVIL擊飛。
第6話和一輝默契式合作，找出工藤康利用「袋鼠原型罪惡印章」來騷擾、威脅出庭證人的證據，並且指證工藤，再和一輝一起將由工藤召喚的袋鼠·死囚消滅，最後連工藤同夥的法官也一起揪出來。
第7話因為吐槽VICE的胡狼基因組的造型太土讓狩崎生氣，最後在狩崎的設計下變成又快又帥的胡狼基因組（滑板）。
第8話因一輝想享受旅行而被禁止出來玩，但途中一直對死亡之徒產生不對勁的感覺，在一輝睡覺時偷偷向狩崎求助，得到要是出狀況就自己去救一輝的回答，戰鬥中得到狩崎給予的按壓印鎚 50協助一輝。
第9話戰鬥中以「大事」和「大二」的日文諧音梗玩弄一輝。
第10話潛入陽炎的潛意識中得知大二還沒放棄奮鬥，將此事情告訴一輝後讓一輝產生信心，最後與一輝跟陽炎對決時變身成腕龍基因組，與一輝一同擊敗陽炎拯救大二。事件後發現一輝與大二以及櫻三人的合照發生異樣。
第12話在櫻與哥哥們起爭執時發現惡魔的跡象，與大量死囚戰鬥中被一輝要求去保護櫻的惡魔，保護到最後順手接住從渦蟲·死囚階段2分離的聖子，最後因為櫻的惡魔常會「Love」和「Cobu」叫而命名為拉弗科芙。
第13話請求一輝釋放自己去支援大二和櫻但被拒絕，一輝被變色龍·死囚階段2後再次請求釋放自己，在一輝完全信任後使用罪惡印章實體化並保護一輝和狩崎，在一輝變身成破殼暴龍基因組後，因為嫌棄胡狼基因組的造型一事而沒有形態，於是利用破碎蛋殼組成盾牌，解除變身後維持著實體化的狀態。
第14話在與工藤康戰鬥中向一輝說出做自己喜歡的事情就好了，讓產生動搖的一輝清醒。
第15話附身在招財貓上阻止幸實阻止兄妹去戰鬥，在變色龍·死囚變化成自己後，說出家人超級無敵好吃的回答讓一輝識破，在基夫吸收了兩名死囚所引發的地震中感覺到頭痛，在死亡之徒的基地暴走後與一輝一同將阿奎萊拉和胡里歐救出。
第16話在與變色龍·死囚的戰鬥中，因未受到幸實的聲援，而感到十分失落。
第17話與一輝一同接受狩崎的模擬訓練，在歐魯特卡帶領信徒引發騷動後，變身成破殼暴龍基因組與一輝一同擊敗基夫魔信徒。
第18話在醫院中與一輝交談而加深羈絆，看見遠處爆炸後，一輝使用印章而實體化，將其帶往狩崎那拿取火山罪惡印章後趕去現場，最後在與一輝的合力下成功將胡里歐的契約解除並破壞。
第19話因一開始想吃掉幸實一事還沒被其原諒而吃不到咖哩。
第20話在一輝和大二與廣見交談時聞到DEMONS驅動器內的惡魔，在基夫吸收歐魯特卡的死囚後感覺到劇烈頭痛，最後在為了吃咖哩脫下口罩後讓五十嵐一家所有人感到震驚。
第21話對於基夫的鼓動產生反應而頭痛，在櫻向一輝展示基夫印章後發覺該印章是假貨，與變身成假面騎士DEMONS的歐魯特卡戰鬥中對基夫的強烈鼓動產生劇烈頭痛。
第22話與一輝作為「空氣階段」的保鑣，作為搞笑組合潛入尋找犯人，與死囚戰鬥中突然劇烈頭痛，要求一輝使用滾輪罪惡印章，結果奪走主導權變身成假面騎士JACK REVICE，將死囚擊敗解除變身後只剩自己以實體狀態在場。
第23話為了保護一輝而假裝背叛逃離狩崎，在大二與櫻察覺並捕獲後才說出真相，在一輝的要求下回到攝影現場擊敗死囚。
第24話從狩崎得知變回原樣的方法，但因不相信其而拒絕嘗試，與歐魯特卡對決時，決定相信選擇相信狩崎的一輝，在一輝擊敗歐魯特卡而解除變身卻發現自己與一輝合體，兩人人格交互在一輝身體上顯現。
第27話因基夫的復甦接近，被其影響後而暴走，在大二和櫻的攻擊下被擊倒，並且沒有當時的記憶，在基夫魔信徒被擊敗導致基夫吸收更多能量後再次暴走，並前去攻擊大二和櫻。
第28話在一輝成功戰勝自己後與其一同變身成假面騎士REVICE擊敗變身成奇蝦·死囚的歐魯特卡，解除變身後成功變回到兩人同時存在的狀態。
第31話得知為了協助當時因受不了壓力而放棄足球的一輝，而在契約的影響下將此記憶消除，事件後在一輝確認自己的家族照後，向其解釋因18年前的契約影響，持續借用自己的力量戰鬥，作為代價會逐漸失去記憶和回憶。
第32话否定了一辉的观点，认为拉弗科芙异变的原因是樱的心态变化。
第33話潛入櫻的潛意識內闖入拉弗科芙的房間試圖將拉弗科芙帶出去但反被其趕出去，並向一輝和櫻傳話說「現在的櫻是不行的」。
第34話作為幸實的保鑣被韋爾襲擊，戰鬥中彼此得知18年前狀況後，受到韋爾的話語影響而動搖，與赤石戰鬥中再次被韋爾襲擊。
第35話將韋爾說的話讓一輝得知，在被一輝要自己像自己般活著點醒而恢復活力，隔天潛入說明會會場，但在赤石的自導自演下因大量的基夫魔信徒和韋爾而陷入苦戰，試圖直接攻擊基夫反被其壓倒，最後被變身成假面騎士OVER DEMONS的牛島光救出。
第38話狩崎父子研發的新印章突然暴走而飛向基夫時，與一輝合力阻止並使用該印章，變身成假面騎士究極VICE擊敗大量的死囚和地獄基夫魔信徒，阻擋基夫的攻擊。
第39話協助一輝確認遺忘記憶的狀況，牛島公子死後與一輝和櫻去安慰牛島光，大二率領死囚闖入WEEKEND避難所後試圖平息騷動和說服大二，但其完全不聽，在大二使用必殺技攻擊時將其攻擊反彈，擊中大二讓其解除變身。
第40話在一輝與大二對峙期間與韋爾對決。
第41話和一輝向元太和幸實解釋契約一事，在赤石與韋爾現身後和一輝合力對抗並成功壓倒雙方。
第43話在收到赤石出沒的消息後，趕去亞拉拉特與基夫戰鬥，但在一輝前去協助牛島光後隻身抵抗基夫的攻擊。
第44話阻止大二與基夫簽契約後被基夫抓進基夫的空間拘束，在得知其目的而與其爭論時被扔回，最後與一輝合力開啟大門將基夫封印。
第45話受到基夫直接在腦內細語的影響被其操控，在基夫復活後代替其對一輝和大二對話。
第46話在與一輝、大二和陽炎推測基夫無敵的原因後，被委託潛入基夫的異空間中，在異空間中發現基夫的棺材並將其破壞，後與一輝、大二和櫻一同擊敗基夫。
第47話阻止一輝變身試圖隻身阻止狩崎，但得知此作法也無法減輕一輝的記憶消失。
第48話與廣見、一輝和牛島光尋找說服狩崎的素材，理解一輝和其家人的覺悟後決定與一輝一同戰鬥，最後擊敗狩崎。
第49話與一輝一同從家中搬出，從一輝口中得知自己被當成家人看待後，與相關成員串通，迫使一輝與自己戰鬥來消除一輝對於自己的記憶而解除契約。
最終話中在一輝對自己的記憶完全遺忘後一同消失。
於聯動劇場版《假面騎士GEATS×REVICE MOVIE Battle Royale》中，因一輝重傷昏迷的緣故以及想繼續守護家人的初心，得以短暫復活之後爲了奪回幸四郎的惡魔，與一輝、大二、小櫻四人一同参與了「願望大逃殺」的生存游戲，於遊戲結束後再度消失。
最終舞台劇中，只有一輝在精神世界裡才會記起自己，但恢復意識後就會忘記自己，儘管如此，仍將自己寄宿在真正暴龍罪惡印章裡，與一輝融合變身成假面騎士REVICE SHIN擊倒韋度。
- 根據腳本家木下半太透露，拜斯一角的設定是參考自漫威漫畫裡的猛毒（Venom）和死侍（Deadpool），因為這兩個角色的特點分別是寄宿於特定宿主內，化為心魔之力以及打破第四面牆，和觀看該作品的觀眾溝通。
- 聲優木村昴於2022年6月15日被爆確診新冠肺炎，但其實在昨天開始身體有些許不適，因此不排除後續戲份會有所調動。

陽炎（日向亘二飾）／大陸CV：陈子平／台灣CV：歐祖豪／香港CV：
假面騎士EVIL及假面騎士LIVE&EVIL的變身者，大二體內所寄宿的惡魔。第一人稱『俺』。直到第26話從宿主大二體內分裂出來時仍以大二的擬態示人。
與宿主大二相比，性情上城府極深、目中無人，也瞧不起自己的宿主，以消滅五十嵐一輝為首要目標。
從劇情的描述來看，只要大二重傷昏迷或者受到劇烈的刺激時，其意識就會被陽炎取代。
口頭禪是「真是傑作（傑作だなあ）」。
第5話以變身後的姿態登場，不僅壓倒性地打倒一輝，還將拜斯打飛。
第6話得知在蘇醒之時被狩崎發現，其後在引出內賊的作戰中，從狩崎手中得到了雙側驅動器和「蝙蝠罪惡印章」，變身後將廣見和菲尼克斯成員們打暈，也是偷走罪惡印章的兇手，之後更繼續佔據大二的軀體和精神，最後前去死亡之徒的大本營。
第7話從鏡子的另一側現身在大二面前，之後以變身的姿態亂入REVICE和獵豹·死囚 階段2的戰鬥並攻擊假面騎士REVI，但中途出現的廣見變身成假面騎士DEMONS被其阻止，最後選擇撤退。
第8話阻止阿奎萊拉隨意動手，在給幸實驚喜後對一輝動手企圖撕毀家人關係，與一輝對決時金剛罪惡印章從手中掉落但得到胡狼罪惡印章，最後對一輝說出下次再戰的話後撤退。
第9話得知在大二小時候時就在其身邊，以嫉妒為食成長。從歐魯特卡手中得到腕龍原型和下級基夫罪惡印章後，突襲詐騙集團並綁架他們來孕育出腕龍·死囚來製造混亂，企圖引出一輝，並告訴一輝是一輝奪走大二的未來。
第10話利用解除變身拿大二的身體當肉盾而擊敗一輝，藏身處被菲尼克斯闖入後再次孕育出腕龍·死囚，自已再次與一輝戰鬥時因為一輝袒露心聲，導致大二奮力反抗而痛苦，最後被一輝和拜斯擊敗。
第13話因大二為了保護櫻而遭到歐魯特卡的攻擊擊敗，這時奪取大二的身體及意識變身成假面騎士EVIL反過來與死亡之徒一起攻擊櫻，但最後被櫻擊敗並打回原形。
第15話一輝等人為了得知死亡之徒基地的入口而被強制踢出來，在開出吃超辣咖哩為條件後說出入口位置，吃完後將身體直接還給大二。
第22話出來向大二提議主控權交換但被其拒絕。
第23話大二和小櫻被歐魯特卡擊敗後即時切換意識過來，以「為想繼續吃到小櫻煮的咖喱」為理由保護住小櫻，變身後對戰歐魯特卡，期間被道出似乎也受到基夫的影響而變得更強，在使出必殺技後與對方打得五五開之際，又切換回大二的意識。
第24話時嘲笑因自身力量增強而頭痛的大二。
第26話佔據肉身前去找狩崎拿備用的雙側驅動器時看見未完成的烏鴉罪惡印章後，以人質威脅要求其交出，最後在赤石英雄命令狩崎後從其手中拿走該印章，在身上蓋印蝙蝠罪惡印章使兩人分離，拒絕大二共同生活的提案後彼此開始對決，最後被大二擊敗，死前將手上變化後的「神聖飛翼罪惡印章」給予大二後消失。
第44話從大二手中變化而成的「完美飛翼罪惡印章」中再次出現，並和大二一同變身成假面騎士EVILITY LIVE。
第45話在基夫現身後與大二交換迎擊死囚。
第46話在與拜斯和大二推測基夫無敵的原因後，讓拜斯前去異空間。
第48話被狩崎擊敗後協助一輝、拜斯和櫻撤離。
最終話說笑地質問大二的新組織應稱為黑鳥，但被對方因黑"惡的象徵"反對。
- 根據脚本家木下半太的解釋，陽炎這個角色是參考自好萊塢電影的其中一位著名反派，這位反派和該角色的共同特徵忽隱忽現，而且即使沒告訴飾演者日向亘，日向也把這個角色演得非常出色，直到特攝雜志《宇宙船》第175期才告知是取自漫威漫畫裏的洛基，因爲這個角色的特點在與既是反派也是反英雄，平常與正派角色作對，但在危急關頭之時會挺身而出，協助正派角色。

拉弗科芙（伊藤美來聲+五十嵐睦美皮套飾演）／大陸CV：山新、赵双（后期）／台灣CV：劉如蘋／香港CV：吳茵
五十嵐櫻體內寄宿的惡魔，為櫻弱小部份的象徵存在，平時只會「Love」和「Cobu」的叫，偶爾會說些簡單的詞彙，甚至會說出惡毒的詞句。
在櫻變身後會實體化為眼鏡蛇模樣的大型玩偶（約一個孩童的身高），毫無戰鬥力，經常需要被保護著，會根據假面騎士JEANNE所使用的罪惡印章變身為各種武器。
腰部綁著一個黃色口袋，可存放任何東西。
第33話得知喜歡聽重金屬音樂，甚至擁有自己的專屬耳機。
第12話在櫻正視自己的弱小後誕生，最後被拜斯命名為拉弗科芙，之後對拜斯說出垃圾。
第14話在櫻擊敗灰谷天彥時，也發揮其毒舌的本事對灰谷說他是垃圾。
第16話被聲援自己孩子的幸實不小心踢了一腳和打到頭，頭腫了一個包。
第24話隨櫻跳躍大樓天台時未果，掉了下去而頭腫了一個包，隨後試圖攀牆而上卻又掉落。而後被櫻當作墊腳時，其腫包仍未消退。
第25話因受到基夫強烈鼓動而暴走，擅自解除武器化狀態並攻擊櫻。
第27話為了抑制自己，每當櫻變身後就去撞牆和撞樹。
第31話因不明原因導致武器化失敗後，被大花草·死囚的攻擊擊中而陷入幻覺。
第32話因被櫻的迷惘傳染而產生異變，在櫻企圖讓一輝將阿奎萊拉與惡魔分離時，用全身撞向櫻後身影消失。
第33話將自己關在櫻的心門內，在拜斯闖入干擾後說出「現在的櫻是不行的」後將其趕出去，直到櫻做好覺悟後才再次出現在櫻的面前。
第40話安慰因大二問題而崩潰的櫻。
第44話嘗試阻止企圖和基夫簽下契約的大二，但因身處隱身狀態失敗。
第45話背後出現裂縫並持續擴大，在櫻發現裂縫後被其拒絕一同戰鬥。
第46話被夏木花訓斥後，首次在戰鬥外實體化並與櫻交談，讓其理解自己已經成長並脫皮，之後一同變身成假面騎士INVISIBLE JEANNE擊敗死囚。
第47話中穿上學生服，並和宿主一樣推到元太的骨牌。
最終話不小心被一輝看到，於他和拜斯最後的對決中為其打氣，於小櫻溫習時被其身旁的女同學撫摸。
- 聲優伊藤美來於2022年1月31日被爆確診新冠肺炎的關係，因此從第19－22話之間，拉弗科芙都暫時以武裝模式的姿態登場[83]。

韋爾（津田健次郎聲+榮男樹皮套飾演）／大陸CV：皇贞季／台灣CV：賈文安／香港CV：周鑫霆
假面騎士VAIL和真紅韋爾的變身者，是白波純平（五十嵐元太）體内的心臟植入基夫的細胞後所誕生出的最初的惡魔。
於前傳《REVICE Legacy 假面騎士VAIL》中得知在被植入進純平體內的心臟以後就殺害其雙親，在狩崎真澄使用DEMONS驅動器後長年被封印在驅動器裡，卻不知何故在七年後的一次火災中一度附身於元太上，直到第19話時正式甦醒。
性情微微奸巧，又很記仇，對基夫的一切似乎瞭如指掌。
無論是呈靈魂狀態還是完全復活後的狀態，都有著與拜斯相似的樣貌，而且還能附身在宿主元太體內，完全復活后可被普通罪惡印章蓋在身上，繼而被賦予相應印章的能力，但在能量用盡後就會變回靈魂狀態。
第19話在門田廣見打算使用驅動器時甦醒，並出聲催促廣見趕快使用腰帶變身好讓它吸取生命力。
第21話從歐魯特卡身上嗅到與其相同的味道，認為他也是惡魔。
第24話結尾時向歐魯特卡表示它要回家後，就從DEMONS驅動器上離去。
第25話回到VAIL驅動器上，操控元太的身體變身成假面騎士VAIL擊敗阿奎萊拉和基夫魔信徒，因自身的存在讓一輝想起18年前操控元太的身體燒毀幸福澡堂的記憶，企圖攻擊一輝三兄妹時被元太阻止而從驅動器上離開。
第26話回到DEMONS驅動器上，並給予歐魯特卡強大的力量來擊敗一輝及毀滅五十嵐一家。
第27話在歐魯特卡被大二擊敗後，諷刺歐魯特卡的實力，然後向五十嵐三兄妹告知如果他們持續擊敗惡魔會加速基夫的復甦後，就從DEMONS驅動器離去。
第28話在一輝在自己體內世界戰鬥時以元太的姿態出現在其面前，並誘惑其「放棄拜斯和家人，讓自己在世界上快樂生活」。
第30-31話時以形似拜斯的惡魔姿態出現在赤石英雄面前。
第33話藉由赤石與基夫的力量實體化，並得到大量罪惡印章的力量，為了尋找元太而找上一輝並與其交戰，在忍受住假面騎士REVICE的必殺技後撤離。
第34話對幸實和拜斯襲擊，與拜斯戰鬥中彼此得知18年前的狀況後，要拜斯像惡魔般活著，並向其警告「惡魔終究會被人類拋棄」，一輝等人與赤石戰鬥中加入戰局並壓制拜斯。
第35話再次接收赤石給予的罪惡印章力量，在協助的條件下答應不殺死五十嵐三兄妹。
第36話襲擊櫻與夏木花，並抓走保護夏木花的玉置豪作為人質來問出元太的所在地，得知是誘餌作戰後與趕來的一輝和櫻戰鬥，在玉置豪試圖變身時將野牛罪惡印章奪走並強化自己，但不敵擁有自身沒有的女王蜂能力的假面騎士AGUILERA。
第38話與一輝戰鬥中因元太命危而產生異樣後被一輝擊敗。
第39話邀請大二組隊但被其拒絕。
第40話在大二與一輝對峙期間與拜斯對決。
第41話收到赤石將大二以外的五十嵐家抹殺命令，在戰鬥中多次身體因異變而痛苦。
第42話從真澄手中得到真紅韋爾罪惡印章並用此印章與元太對決，最後被元太擊敗並吸收回到其體內。
席克
嬰兒惡魔（長谷川雅紀聲）
韋度（田邊和也三飾）
血色韋度的變身者，是已故菲尼克斯司令若林優次郎的雙胞胎哥哥——若林優一郎體內寄宿，後與宿主同步的惡魔。
為了報復菲尼克斯和五十嵐一輝等人，而召集了一批菲尼克斯的戰死成員的家屬，展開了復仇計劃，期間一度力壓眾騎士，但最後被一輝和拜斯融合變身的假面騎士REVICE SHIN擊倒，更被青鳥組織逮捕。

## 菲尼克斯（FENIX）
喬治·狩崎（じょーじ・かりざき）（濱尾範高、平賀仁（童年）飾）／大陸CV：皇贞季／台灣CV：歐祖豪、劉如蘋（童年）／香港CV：周倚天（TV版）、成樂怡（童年）、鄧燦陽（Beyond Generation）、鄧肇基（劇場版短篇）
假面騎士DEMONS（第三任）和假面騎士JUUGA的變身者，本作最終反派。
隸屬於菲尼克斯遺傳因子研究所的一名天才科學家，同時也是騎士系統的主要開發者，因父親狩崎真澄的關係，在菲尼克斯裏的職業生涯極度平步青雲。
自小就具備科學天分，進行了無數次的科學實驗，也深受父親「學習過去，決定未來」的教誨，因此表面上看起來很浮誇、大喇喇，時不時會因遇到極興之事而異常興奮，但內心卻肩負著用惡魔之力來消滅惡魔的使命。
非常喜歡《假面騎士系列》，似乎是平成假面騎士的狂熱粉絲 。
於聯動劇場版《假面騎士Beyond Generations》中，出現來自2071年的另一個喬治·狩崎，那時的他已經是個白髮飄飄的老人家，也掌握了當時最先進的系統，研發出旋速驅動器和克隆騎士，試圖將人類的未來和希望寄託於50年前的假面騎士。
於超戰鬥DVD第二彈中出現來自平行世界的另一個自己，但性格上相對沉穩，衣著打扮猶如宅男一樣，透過蟲洞來到幸福澡堂，並向一輝等人告知自己所在的平行世界的狀況，好解決「狼化」危機。
每次説話都會夾帶英文詞匯。
於《劇場版短篇 假面騎士REVICE》中先行登場，在自己所在的研究所遭到歐魯特卡所率領的一眾下級基夫攻擊之時不慌不亂，反而期待著REVICE驅動器的新鮮出爐。
於《假面騎士聖刃》增刊號（特別篇）中再次先行登場，委託一輝幫忙收集罪惡印章，在取得蝗蟲原型罪惡印章後就獨自離去。
第1話時向若林優次郎推薦大二為REVICE驅動器的使用對象。
第2話時調侃門田廣見的行動失誤。
第3話時調侃當初害怕誕生出死囚而不敢使用REVICE驅動器變身的大二。
第4話向大二表示如果想成為假面騎士的話，他得先改變自己，在大二詢問如何讓已經階段二的人變回來的方法，指導他說用騎士踢就能解決問題。
第5話在誘餌引出內賊的作戰中，與大二在同一區域警戒，在假面騎士EVIL出現時已經被擊倒在地。
第6話得知早已發現寄宿於大二體內的惡魔——陽炎蘇醒的跡象，並且在引出內賊的作戰中，擅自將雙側驅動器和「蝙蝠罪惡印章」交給對方，事件後與若林提議暫時放任陽炎行動。
第7話因為拜斯嫌自己的胡狼基因組太土，速度看起來不快而不爽將胡狼罪惡印章交給一輝，直到若林優次郎的命令才開始修改胡狼造型，完成後讓廣見將罪惡印章送去，同時給予廣見DEMONS驅動器和蜘蛛、蝗蟲罪惡印章。
第8話與五十嵐一家住在同一間旅館，對元太一直堅持著無意義的直播的原因感興趣，對偷偷前來尋求協助的拜斯表示要是出狀況就自己去救一輝，戰鬥中給予拜斯按壓印鎚 50。
第9話給予一輝對付EVIL相性好的螳螂罪惡印章，讓他將陽炎連同大二在內一起消滅。
第10話對給予雙側驅動器一事感到悲傷，對若林表示一切實驗都是對假面騎士的愛，在假面騎士LIVE誕生而興奮，並表示只要EVIL越強，LIVE也會跟著強大。
第11話對於一輝使用腕龍原型罪惡印章變身一事嚇出一身冷汗，表示沒調整之前使用混合變身會有危險性。
第12話對於櫻持有自己已廢棄的驅動器而憤怒。
第13話為了調整破殼暴龍罪惡印章回收REVICE驅動器和印章，並順手回收若林強制回收的DEMONS驅動器，在一輝完全信任拜斯而將其釋放後成功完成破殼暴龍罪惡印章，不過因為拜斯嫌胡狼的造型一事而沒給拜斯強化形態，與一輝趕到戰鬥現場給予櫻孔雀罪惡印章，並給櫻建議使用騎士踢能再次將大二的表裡翻轉，戰鬥結束後正式確認叛徒是若林。
第14話向門田與大二說出內奸是若林，之後用計讓若林上當，並從對方口中得知真正的若林早就被殺害，在大二和廣見被壓制後被迫將基夫印章交給變色龍·死囚，並讓他離去。
第15話說出自己在印章上貼定位器一事，但因為位置在地下而無法立刻行動，在闖入死亡之徒基地交給櫻烏龜罪惡印章後，無視阿奎萊拉的厭惡開始直接研究基夫雕像，在基夫雕像吸收兩位死囚而感覺到危險後，呼叫在場其他人盡快離開。
第16話在分析基夫後得知其構造和發現內有極為微弱的震動聲，在看到元太的X光片後發現其身體中沒有心臟。
第17話在一輝請求想要有能解除階段3死囚契約的方法後拿出火山罪惡印章，同時說出只要使用不當就會被能力反噬，隨後讓一輝和拜斯進入虛擬空間進行模擬訓練，休息時間看見基夫魔信徒的出現而驚訝。
第18話對一輝推薦使用火山罪惡印章一事道歉，同時將印章回收並盡可能地去做調整，在一輝為了阻止胡里歐而前來請求後再次將印章交給一輝，且在目睹一輝和拜斯相互協調下，成功將胡里歐和基夫特使的契約分離，並將契約破壞後極度興奮。
第19話向赤石英雄報告DEMONS驅動器的狀況，被廣見詢問驅動器的秘密後說出「驅動器本來不是給你使用的」。
第20話對DEMONS驅動器因基夫的鼓動而覺醒一事而興奮，在廣見再次詢問驅動器後說出其是實驗體，和為了做出最棒的假面騎士這個目的。
第21話回答一輝和大二的提問，隨後帶領兩人來到研究基夫的實驗室與赤石英雄交談。
第22話來澡堂泡澡，準備去掃自己父親的墓前給予一輝新蝗蟲罪惡印章，期間表示自己其實很羡慕五十嵐一家的幸福生活。後來在監控畫面看到假面騎士JACK REVICE和滾輪罪惡印章而憤怒。
第23話下令逮捕拜斯時因其逃脫而失敗，在五十嵐家附近發現牛島光並跟蹤其但失敗，察覺到牛島一家人經常會在五十嵐一家附近出沒，對牛島家的真相產生疑問。
第24話向一輝和拜斯說出解決兩人立場異常的方法，在牛島光與櫻見面交談時現身，並已推論出自己的父親－狩崎真澄在牛島所屬的組織內，在基夫魔信徒襲擊時被歐魯特卡綁架，被其要求讓DEMONS驅動器激發出更多力量，因對驅動器的力量有興趣而答應要求，事後連絡櫻讓櫻與拜斯和歐魯特卡對決，最後看到一輝和拜斯的新異常狀況而驚訝。
第25話為了解決一輝的異常狀況而試圖挖掘一輝的過去，再次被歐魯特卡襲擊時看見元太變身成假面騎士VAIL，事件後從一輝口中得知18年前幸福澡堂火災的事件，並接續話題將自己在過去從父親口中得知關於元太的內容向五十嵐三兄妹述說，并且从其口中得知，五十岚兄妹其实是基夫的后裔。
第26話在陽炎以人質威脅和赤石英雄的命令下給予陽炎未完成的烏鴉罪惡印章，監視陽炎的動向得知大二的所在地後聯絡一輝和櫻後前去戰鬥現場觀望。
第27話目睹基夫將更多人吸收並從研究室離開，在看見拜斯再次暴走後拿著雷霆風暴罪惡印章和DEMONS驅動器趕去現場。
第28話變身成假面騎士DEMONS，與大二和櫻協力使用未完成的雷霆風暴罪惡印章在假面騎士JACK REVICE身上蓋印，之後三人與變身成奇蝦·死囚的歐魯特卡對決，但在使用一次基因組混合後因無法負荷而解除變身，事件後在櫻的帶領下與父親見面，但中對方提出協助打倒基夫的要求後便掉頭就走。
第29話得知廣見失去記憶後與五十嵐三兄妹一同製作影片，最後在三兄妹各自告別後發現五十嵐一家的合照發生異樣。
第30話仍然摸索不到基夫復活後的去向。
第32話與大二發現朱美進入赤石的辦公室後下落不明。
第33話經由父親接受櫻的委託製造能分離階段3死囚的罪惡印章，在櫻與阿奎萊拉戰鬥中將其印章送去。
第34話以報告改良DEMONS驅動器為理由進行拘束赤石的作戰，但作戰被其識破，並從口中得知目的後，在大二向赤石襲擊時被赤石釋放的衝擊波波擊後昏迷。
第35話因被衝擊波波擊而導致左手受傷，與大二交談後答應作為後援參與明天的作戰，隔天帶著驅動器和印章去說明會現場，在基夫出現後遇見牛島光，收到其委託後與將驅動器和印章交出。
第36話因天空基地被摧毀而搬去幸福澡堂繼續進行研發工作。
第37話將強化過的罪惡印章交給一輝，為了研發對抗基夫的道具而決定與父親合作，並向其詢問移植基夫細胞至人體上的理由。
第38話在元太自願提供基夫細胞後反對此手術並放棄此研發，在一輝說服後，於手術途中加入協助父親。
第39話前去關心父親的身體狀況，去與廣見見面後將量產DEMONS驅動器交給廣見，並對以前將其作為實驗體一事而道歉。
第41話向父親等人介紹DEMONS軍團，之後在感受到元太的決意後，收下VAIL驅動器並答應其製作新的驅動器。
第42話在看見父親親自與韋爾對峙時驚訝，在研發完畢後將委託的驅動器請求一輝交給元太，在元太與韋爾戰鬥時在旁觀望，並作為與父親的競賽。
第43話從父親口中得知自己曾被父親植入父親的惡魔後憤怒的離開房間。
第44話在全力調整DEMONS驅動器而拒絕去探病，廣見到來後，以不再賭上性命為約定交出驅動器，最後趕去父親的病房時已為時已晚。
第45話將行李從幸福澡堂搬出。
第46話拒絕廣見的所有請求並專注於研究，只將弓箭給予廣見，最後在傾力研發奇美拉驅動器時出現惡魔席克的影子。
第47話變身成假面騎士JUUGA襲擊DEMONS軍團、夏木花和玉置豪，與拜斯戰鬥中因驅動器異常而撤離，在大二前來交涉時直接拒絕並對其和櫻攻擊，並將兩人擊敗。
第48話被一輝和拜斯擊敗，從廣見手中得到作為印章設計理念的繪圖後痛哭流涕並放棄復仇。
於《假面騎士GEATS×REVICE MOVIE Battle Royale》中被願望大逃殺的GM克拉斯透過視覺驅動器操控洗腦的緣故，與茲姆莉一同成為了願望大逃殺遊戲的引導員。
最終舞台劇為一輝進行了催眠實驗，以便讓一輝再次與拜斯簽訂惡魔契約。
| 話數                              | 象徵處                                     | 所指向的假面騎士                       |
| --------------------------------- | ------------------------------------------ | -------------------------------------- |
| 聖刃增刊號（特別篇）              | 掛在身上的鑰匙扣公仔                       | 《假面騎士ZERO-ONE》、《假面騎士聖刃》 |
| 1、劇場版前傳《Birth of CHIMERA》 | 招牌變身手勢                               | 《假面騎士1號》                        |
| 4                                 | 一系列的收藏品                             | 《假面騎士平成Generations Forever》    |
| 5                                 | 大拇指朝上（讚）的手勢                     | 《假面騎士空我》                       |
| 8                                 | 雙手朝天的姿勢                             | 《假面騎士Fourze》                     |
| 13                                | 服裝造型                                   | 《假面騎士1號》、《假面騎士2號》       |
| 13                                | 調整破殼暴龍罪惡印章的房間上的禁止進入標誌 | 《假面騎士Kaixa》                      |
| 17                                | 服裝造型、咖啡杯杯套                       | 《假面騎士空我》                       |
| 外傳The Mystery第3話              | 左手拿着文件夾，向下展開雙手的姿勢         | 《假面騎士Cyclone》、《假面騎士Woz》   |
| 外傳The Mystery第5話              | 向一輝建議使用Eagle Vistamp時的手勢        | 《假面騎士W》                          |
| 28                                | 「請看我的...變身！」的手勢                | 《假面騎士空我》                       |
| 28                                | 變身成假面騎士DEMONS時的開場白             | 《假面騎士響鬼》                       |
| 28                                | 了結歐魯特卡時的台詞                       | 《假面騎士Kabuto》、《假面騎士Wizard》 |
| 29                                | 狩崎的練習教學片段                         | 《假面騎士KIVA》、《假面騎士IXA》      |

五十嵐大二（いがらし・だいじ）（日向亘飾）
門田廣見（かどた・ひろみ）（小松準彌、梅垣然太（童年）飾）／大陸CV：来晓风／台灣CV：黃天佑（TV版）、江志倫（劇場版）／香港CV：蔡威賢（TV版）、張振熙（Beyond Generation）、李家傑（劇場版）
假面騎士DEMONS的第一任變身者，1993年9月15日生。
隊員編號No.3621，原菲尼克斯的司令官，曾一度被降級為分隊長，在前司令官若林優次郎不幸身亡，菲尼克斯無人指揮的情況下，再次擔任司令官。
由於父親是一名警察，因此對其憧憬甚大，而擁有強烈的正義感，並因為正義感被認可而成為假面騎士，變身時的台詞「賭上我的性命…（わが命をかけて…）」讓人感受到強烈的決心。
於超戰鬥DVD第二彈中被來自平行世界的狩崎提及，另一個廣見因第一話試圖變身失敗而自暴自棄，選擇出家。
喜歡喝黑咖啡，同時廚藝不在話下。
第1話在遭遇死亡之徒襲擊時不聽狩崎的勸言下擅自使用REVICE驅動器，導致控制不了體內的惡魔反而孕育出暴龍·死囚。
第2話因兩次襲擊事件中個人行動上的失敗而被降職為分隊長。
第5話得知對於降職處分耿耿於懷，最後在誘餌引出內賊的作戰中，假面騎士EVIL出現時與大二一同從警戒位置上消失且無法取得聯繫，其他隊員則已經被擊倒在地。
第6話得知在引出內賊的作戰中因隊員的失誤而被吸引到警戒區最尾端，隨後與其他隊員一同被假面騎士EVIL擊暈。
第7話對大二產生疑惑，在接下任務協助運送胡狼罪惡印章時，得知是因為自己讓大二對惡魔產生恐懼而決定阻止大二，從狩崎手中得到DEMONS驅動器和蜘蛛、蝗蟲罪惡印章，到戰鬥現場給予一輝罪惡印章後，變身成假面騎士DEMONS與假面騎士EVIL戰鬥，最後因EVIL撤退而結束戰鬥。
第8話與五十嵐一家住在同一間旅館，對大二保持警戒並監視，隔天在陽炎出手時變身試圖阻止，但被歐魯特卡和胡里歐阻止，最後將兩人擊退。
第9話打算代替一輝消滅陽炎，陽炎召喚大量死囚製造混亂後忙於對付三隻腕龍·死囚。
第10話擊敗三隻腕龍·死囚後將被陽炎擊敗的一輝救出，救出後從拜斯偷看潛意識得知內心不甘心地嚎啕大哭，得知陽炎的藏身處後與隊員一同救出詐欺師三人組，但最後被腕龍·死囚（Type-Union）擊敗。
第12話突然說出自己戰鬥的理由後變身與大群死囚戰鬥，在試圖連續加蓋第二顆印章時因身體無法承受負擔而倒下。
第13話因身體狀況為理由被強制回收驅動器，得知天空基地被襲擊後趕去現場，在戰鬥中協助保護拉弗科芙。
第14話在狩崎口中得知自己憧憬的若林司令官是叛徒時，非常震驚且不敢相信是事實，在若林中計出現在三人面前時相當難受，並且無法向對方開槍，在對方說真正的若林早就被他殺害後情緒崩潰。
第15話進入死亡之徒的基地後指揮成員逮捕在場的信徒，亂戰中與變色龍·死囚發起戰鬥，並將其踢出基地外，即使身體出現負擔也選擇無視並持續戰鬥，但戰鬥在基地暴走後而中斷。
第16話在破壞死亡之徒基地的五天後前去五十嵐一家，向幸實勸說讓櫻繼續參與戰鬥，並招待元太到菲尼克斯治療腰傷，以及在此期間派遣護衛保護元太和幸實，最後重回指揮官之位，但因使用驅動器的影響，使得身體大不如前。
第17話向突然出現的赤石英雄長官報告搜索阿奎萊拉、歐魯特卡和胡里歐的目前狀況，在與死囚的戰鬥中因身體狀況不佳和驅動器的影響而被歐魯特卡盯上，但因胡里歐憤怒的攻擊歐魯特卡後而逃過一劫。
第18話在御子柴朱美的報告下得知自己體內年齡已經超過80歲，並被其禁止再變身成假面騎士。
第19話在掃墓時與田淵龍彥爭執中因身體的異常狀況而倒下，在一輝和大二的關心下說出自己想成為英雄的願望，隨後強硬地向狩崎詢問DEMONS驅動器的秘密，收到山桐千草的情報後被大二阻止而沒出擊，在聽到龍彥說出千草聯絡，要三人進行交談而懷疑龍彥，結果反而被千草攻擊，並中了歐魯特卡的計謀，戰鬥中被一輝和拜斯拯救，在試圖變身加入戰局時聽到DEMONS驅動器的話語。
第20話得知DEMONS驅動器內有惡魔後向狩崎詢問目的，與一輝交談後下定決心向千草約定獨自決戰，在一輝等人支援後獨自擊敗基夫魔信徒，最後壓制住歐魯特卡讓自己與其被一輝攻擊，因驅動器被擊飛而沒被吸光生命而存活，事件後向一輝和大二說出驅動器內有惡魔一事。
第21話遞出辭呈並交還DEMONS驅動器，離開途中看到赤石英雄往監禁歐魯特卡的地方移動後進行跟蹤，試圖阻止其二人後被死囚干擾，天空基地失控後命令大二追擊歐魯特卡，自己以手動操控將基地安全迫降，在一輝、大二和櫻被變身成假面騎士DEMONS的歐魯特卡攻擊時出面保護，並向三人說出菲尼克斯背後有陰謀，被歐魯特卡從崖上擊落，但最後倖存下來，並且回到老家。
第29話得知失去記憶，並對曾在菲尼克斯的一切毫無任何印象，因此一輝等人在不知情的情況下，想辦法幫他恢復記憶。
第37話重出江湖之際，在大二一拳打向一輝時將其阻止。
第38話向一輝和櫻說出自己不在的期間與龍彥合作讓天空基地的人進行事前避難，之後試圖說服大二但不聽勸言。
第39話從狩崎手中得到量產DEMONS驅動器。
第41話與玉置豪共同迎敵。
第43話在收到赤石出沒的消息後，與率領DEMONS軍團趕去亞拉拉特進行疏散，並試圖牽制住大二但反被打退。
第44話以不再賭上性命為約定，從狩崎那拿起DEMONS驅動器，再次變身成假面騎士DEMONS與大二戰鬥，在雙方倒下後拚盡全力成功說服大二。
第45話與大二、夏木花和玉置豪一同尋找歐魯特卡並將其逮捕。
第46話前去請求狩崎協助時被其拒絕，從狩崎手中獲得弓箭後前去支援大二。
第47話得知狩崎攻擊擁有惡魔基因的假面騎士後前去詢問目的，後在狩崎真澄的墓前撿走破損的DEMONS驅動器和周末驅動器。
第48話得知狩崎的真正目的後與一輝、拜斯和牛島光一同尋找說服能狩崎的素材，狩崎被擊敗後將作為印章設計理念的繪圖交給其而成功說服。
於外傳《REVICE Forward 假面騎士LIVE&EVIL&DEMONS》中在接受市村景孝的治療後，身體狀況恢復如出。
最終話中加入大二成立的新組織青鳥。
- 腳本家木下半太還補充，在原設定上，廣見還有一個妹妹，也是菲尼克斯的一員，而且和五十嵐大二是同事，但無奈被刪去。

若林優次郎（わかばやし・ゆうじろう）（田邊和也飾）／大陸CV：乔木心／台灣CV：賈文安（TV版）、黃天佑（對決！超越新世代）／香港CV：陳健豪（TV版）、溫浩楠（劇場短篇）
菲尼克斯的前任司令官，被狩崎稱呼為「先生（ミスター）」，1985年（昭和60年）生。
第1話在喬治·狩崎的推薦下，在司令室中透過直播觀看分隊長就職儀式來確認大二是否合適人選，結果在確認一輝才是適合人選時，道出一句「將用惡魔的力量來對付惡魔」的話。
第2話中意五十嵐一輝初次變身時的實力，而有意將他招納為菲尼克斯的成員之一，另外同時以職務上的失誤而將同為司令官的廣見降職為分隊長。
第3話斥責大二要做好從死亡之徒手下保護好市民的工作，認為其性格軟弱不配成為假面騎士。
第6話接受狩崎的建議，放任陽炎在人間的作亂。
第7話命令一輝去處理獵豹·死囚 階級2的事，並且命令狩崎也遵從下拜斯的意見。
第9話為了不讓世人知道分隊長就是製造混亂的EVIL（陽炎），而命令一輝去消滅大二。
第10話從狩崎的言行舉止中，漸漸知悉對方的目的。
第11話和狩崎一起瞧見從菲尼克斯外流出去的自由驅動器落在五十嵐櫻手上，而無表情地震驚。
第12話要求大二和廣見盡快查明渦蟲·死囚的真正契約者。
第13話趁基地補給時讓成員輪休，指派五十嵐三兄妹去彌補人手，同時強制回收廣見持有的DEMONS驅動器並命令強制休假、修養，最後被狩崎指出是叛徒。
第14話證實本人早在當初菲尼克斯分隊長就職典禮那天的襲擊事件遭到變色龍·死囚殺害，之後更是被其取代身份成為內奸。
第19話在門田廣見的回憶中得知為門田廣見等人新人入隊時的教官，並給當時本想要退隊的門田廣見邁向目標的建議，讓他有努力完成心願的動力。
赤石英雄（あかいし・ひでお）（橋本潤飾）／大陸CV：浩然／台灣CV：陳彥鈞／香港CV：李家傑
菲尼克斯的上級長官，原為科學研究組織諾亞管理部門的負責人，也是狩崎真澄的上司，1964年（昭和39年）8月26日生，57歲。
1983至1995年期間，高校畢業后前往美國留學，回國后在國防部任職于技術局管理計劃官一職，直到一年後政府特務機關菲尼克斯的成立，才升職為上級長官。
性情陰沉又妄為，擅長玩弄人心，平時都是戴著一雙黑皮手套，作為特徵，且會做出與當年歐魯特卡所遇到的死亡之徒的創始人擺出相同的手勢，直到第21話才被證實為其身份，不過目前除了歐魯特卡和廣見，暫時沒人知道其真實身份，但被曝光只是時間上的問題。
每次說話時經常引用成語或諺語。
第30話根據狩崎真澄的爆料，從25年前開始其容貌就未衰老過，推測他也是基夫的後裔之一，直到第33-34話赤石才自己透露，早在遠古時代就以某個文明的統治者身份，與基夫締結並訂下契約，以長生、不死身為代價，以「基夫之友」的身份監視著人類的進化，甚至擅自決定讓全世界的人類在步入退化之際，淪為基夫的奴隸。
第17話在門田廣見打算破壞基夫石像時出現，並表示政府以消滅阿奎萊拉、歐魯特卡和胡里歐為最優先。
第18話目睹胡里歐的基夫特使之力被基夫雕像吸收進去時，以一句「塞翁失馬，焉知非福」來形容現在的情況。
第19話向狩崎詢問DEMONS驅動器的狀況。
第21話向一輝和大二說出研究罪惡印章的目的，前去監禁歐魯特卡的地區與其見面後，從其手中得到基夫印章。
第22話向大二說出搜索廣見的狀況毫無進展，並無情的說其隨時都有替代，並要大二替代廣見好好加油。
第25話向歐魯特卡通知基夫即將復活。
第26話無視大二可能會消失的危險性要求狩崎給予陽炎烏鴉罪惡印章。
第28話表示很器重大二的能力欲挽留其，更期待對方會如何鏟除組織內的腐敗狀態。
第29話正式確認一些事情的發生是由自己自導自演的，並且與位於異次元空間內的基夫談話，更表示是時候讓人類開始「退化」。
第30話以一句「不入虎穴，焉得虎子」來形容現在的情況，懇求基夫給予自己一點時間，好秘密籌備新的計劃，之後遇到憑空出現的謎之惡魔。
第31話下令盡速將流出的原型罪惡印章回收後與韋爾談話。
第32話得知在暗中蒐集預定廢棄的罪惡印章，發現御子柴朱美在暗中調查後使用特殊的力量將其壓制並開啟基夫所在地的大門釋放出基夫魔信徒（TRUE）。
第33話向朱美坦承自己的秘密，隨後利用基夫的力量讓韋爾實體化，同時賦予其手中持有的罪惡印章力量，在大二闖入後將其擊倒並將戰意喪失的朱美帶離房間。
第34話向民眾宣布破壞和平的危機正在逼近，識破拘束作戰後向五十嵐三兄妹和狩崎坦承自己的秘密，並開啟基夫所在地的大門，在大二突襲時釋放衝擊波反擊，並且為了讓大二絕望，請求基夫讓朱美變成基夫人民攻擊大二。
第35話在壓倒五十嵐三兄妹後撤離，隨後再次給予韋爾罪惡印章，並要求其不能殺死五十嵐三兄妹，隔天在說明會自導自演，讓自己被朱美攻擊，並召喚基夫現身破壞菲尼克斯大量的戰鬥機和天空基地。
第36話為了讓大二更加絕望而召喚大量下級基夫和地獄基夫魔信徒，並讓朱美去加入一輝、櫻和韋爾的戰鬥。
第37話公開自己尚未死亡的消息來宣揚基夫的意圖，並要求大二去清除分離出來的惡魔，在朱美被冰凍時，趁一輝和櫻不注意時開啟大門讓基夫消滅朱美後與地獄基夫魔信徒一同離去，並加深大二對一輝的誤會。
第38話派遣大量惡魔來逼迫眾人放棄抵抗，結果計劃未得逞且對一輝和拜斯獲得新形態大為光火。
第39話放出編輯過的影片來使人民對WEEKEND抱有不好的印象，並下令制壓WEEKEND。
第40話趁一輝與大二對決時親自率領大軍進攻WEEKEND避難所，變化成基夫人民壓倒櫻、夏木花和牛島光，企圖殺死牛島光時擊中挺身保護的牛島太助，回到亞拉拉特將戰敗的大二帶離。
第41話對韋爾下令去將大二以外的五十嵐家抹殺，在和大二感受到基夫的憤怒後，與韋爾一同向一輝和拜斯對決，最後在極力避開REVI和VICE的必殺技後無力地離去。
第42話在元太與韋爾對峙時攻擊一輝等人，最後被一輝和拜斯擊敗。
第43話在基夫的力量下復活，決定毀滅人類而在亞拉拉特進行無差別攻擊，並以返還不老不死為代價變化成巨型人民，與櫻、牛島光和夏木花戰鬥，最後被牛島光擊退，並被大二殺死。
御子柴朱美（みこしば・あけみ）（藤岡沙也香飾）／大陸CV：阎萌萌／台灣CV：劉如蘋／香港CV：何凱怡
菲尼克斯的醫生。
第18話結尾時向廣見告知其身體機能的異常惡劣狀況，並禁止廣見再變身成假面騎士。
第20話在一輝詢問廣見的身體狀況後說出一切，並提議如果再次變身的話，在生命完全被吞噬之前將驅動器擊飛。
第22話給予大二廣見喜歡的黑咖啡。
第26話被陽炎做為人質要求狩崎給予烏鴉罪惡印章。
第30話開導想糾正菲尼克斯的錯誤局勢的大二，同時除了給他一杯黑咖啡，也給他一塊巧克力。
第31話撞見赤石英雄與韋爾進行談話，但本人看不見韋爾的存在。
第32話暗中獨自調查時被赤石英雄逮到後下落不明。
第33話試圖消滅赤石但失敗，並且戰意喪失，在大二被赤石擊敗後被其帶離房間。
第34話在理解赤石和基夫壓倒性力量而完全絕望下聽從赤石的命令，受到基夫的力量變成基夫人民後對大二進行攻擊。
第35話擊倒一輝和櫻後在赤石的命令下撤離，隔天在說明會上，聽從赤石命令下攻擊赤石，並與大二戰鬥。
第36話在一輝試圖分離惡魔時短暫恢復意識，並說出「打倒基夫需要基夫的力量」，隨後意識消失後攻擊一輝將其擊倒。
第37話在被冰凍後恢復意識，但在一輝被地獄基夫魔信徒支開後，受到基夫的攻擊而死亡，死前要大二別自己孤單一人。
- 根據導演杉原輝昭的透露，御子柴朱美這個角色的形象，是類似某部科幻動畫裡面的一位適合叼著菸草的金髮分析官，而該角色的特殊髮色，是身為舞台劇演員的藤岡沙也香特地花了五個小時的時間去挑染的。

田淵龍彦（宇治清高飾）／大陸CV：郝祥海／台灣CV：江志倫／香港CV：陳啟熾
菲尼克斯的分隊長，與廣見同期。
第19話為了保護廣見，不想讓其繼續使用DEMONS驅動器而試圖要求交出驅動器，收到山桐千草的聯絡希望三人交談，向廣見報告後被其懷疑有企圖，結果一同落入歐魯特卡的圈套，被千草挾持被歐魯特卡蓋下基夫印章前被一輝救出。
第20話在被救出後請求廣見救出千草。
第38話被廣見提及曾與其合作，在天空基地被墜毀前事先疏散眾成員和更生治療患者避難。

## 修卡
百瀨龍之介（中尾明慶飾）
修卡幹部（立木文彦飾)

## 基夫
赤石英雄（あかいし・ひでお）（橋本潤飾）
亞祖瑪（小杉健飾）

## 週末（WEEKEND）
牛島太助（うしじま・たすけ）（矢柴俊博飾）／大陸CV：邓肴希／台灣CV：賈文安／香港CV：袁德基
幸福澡堂的常客，真實身份為WEEKEND的成員，與組織代表狩崎真澄似乎是熟識，原本擁有真正的家人，但妻子和女兒都被死亡之徒奪走了性命。
第8話一家人與五十嵐一家住在同一間旅館，並對五十嵐一家進行竊聽和監視。
第21話向櫻揭露自己所屬的組織和目的，並讓櫻前去奪走阿奎萊拉手中的基夫印章。
第23話結尾時對再次造訪基地的櫻介紹自己組織的代表－狩崎真澄。
第24話揭露光並非其子，並要求牛島光詢問櫻的答覆。
第25話初次目睹惡魔韋爾連同VAIL驅動器的復甦，而從狩崎真澄口中得知事情的來龍去脈。
第27話得知拜斯暴走後將一輝拘束，並向五十嵐一家說明自己等人的真實身份和目的。
第32話命令櫻解決阿奎萊拉，在櫻提出分離時讓她三思。
第39話在完成避難後命令封鎖道路，並下令直接撤退捨棄牛島公子等人。
第40話在赤石壓倒櫻、夏木花和牛島光後下令三人撤退，最後為了保護斷後的牛島光受到赤石的攻擊而死亡。
牛島公子（うしじま・きみこ）（乃綠飾）／大陸CV：李琦／台灣CV：連婉鈞／香港CV：梁珮瑤
幸福澡堂的常客，牛島太助的妻子，真實身份為WEEKEND的成員。
第21話向櫻說出自由驅動器是自己所屬的組織所給予的。
第27話向幸實表明，雖然身為組織成員，為任務而不得不接近對方，但對澡堂的熱愛卻是真心的。
第39話在進行避難行動中被地獄基夫魔信徒殺死。
牛島光（うしじま・ひかる）（奥智哉飾）
牛島光（うしじま・ひかる）（奧智哉飾）／大陸CV：瑚琏／台灣CV：江志倫／香港CV：張添勝
假面騎士OVER DEMONS的第一任變身者，牛島太助與牛島公子的兒子，與櫻同一空手道的社員，真實身份為WEEKEND的成員。
第11話發現離家出走的櫻並邀請其至家中過夜。
第16話得知向櫻表示有東西交付給她，讓她來家裡一趟。
第19話看見櫻與玉置豪交談後，偷偷對去見阿奎萊拉一面的櫻進行跟蹤。
第21話再次邀請櫻來家裡一趟，在櫻得知組織之事時希望她能加入。
第24話在牛島太助的命令下詢問櫻的答覆，但應狩崎的出現而中斷。
第30話歡迎櫻加入WEEKEND，並表示能與其并肩作戰，相當興奮。
第31話為保護櫻而與阿奎萊拉對峙。
第35話在看到五十嵐三兄妹敗北，企圖趕去現場時被太助阻止，事後獨自在外練空手道時遇見玉置豪，與其交談後決定做出改變，隔天在基夫出現後遇見狩崎並委託給予驅動器和印章，變身成假面騎士OVER DEMONS救出五十嵐三兄妹和拜斯。
第38話與一輝、拜斯、櫻和夏木花一起阻止一眾惡魔雜兵，但後來因寡不敵眾而解除變身。
第39話前去支援牛島公子，但被大量的死囚壓倒，在太助下令後被迫放棄救援而悲傷。
第40話與櫻和夏木花迎擊前來的死囚大軍，但不敵變化成基夫人民的赤石英雄，在牛島太助下令撤退時選擇斷後，最後在太助挺身保護下撤退。
第41話因陷入崩潰而狂練空手道，並通過與櫻對決來重拾鬥志。
第43話趕來協助一輝等人撤離，在收到赤石出沒的消息後，趕去亞拉拉特與赤石戰鬥，在成功運用4種基因組混合後成功將其擊退。
第44話因使用4種基因組混合產生的負荷而倒下並被送入病房。
第46話將驅動器交給玉置豪。
第48話協助廣見、一輝和拜斯尋找能說服狩崎的素材。
狩崎真澄（かりざき・ますみ）（藤真秀聲、高橋健介飾（青年時期））／大陸CV：任景行／台灣CV：黃天佑／香港CV：張振熙
WEEKEND的代表兼諾亞前科學家，喬治·狩崎的父親，被其稱呼為「爹地（ダディ）」，1966年生。
第22話被喬治·狩崎提及本應已經去世，但第24話正式確認他依然在世。
第23話以戴著一幅左黑右白的面具、一頂帽子，身穿黑色大衣的樣貌出現在組織的基地內。
第24話表示為測試一輝馴服惡魔的能力，才將滾輪罪惡印章交給他，在事情之後表示一輝和拜斯共同互換同一個軀體實為出乎意料。
第25話揭露從30年前開始，當時隸屬於科學研究組織諾亞的他，由於掌握了大量與基夫有關的研究資料，而得以研發出一系列直接激活惡魔力量的變身道具，之后把自己的靈魂出賣給惡魔，將基夫的細胞移植到當時處於瀕死狀態的白波純平的心臟内，使他得以復活。但因協助純平逃離諾亞，加上諾亞内部又變得腐敗，轉而與牛島一家另起爐灶，成立了現在的WEEKEND。
第26話向櫻說出五十嵐元太的詳細過去，並說出自己為了贖罪而開發自由驅動器和滾輪罪惡印章。
第27話首次出現在五十嵐三兄妹和幸實面前，讓後者對方才知道自己尚存。
第28話與多年未見的兒子重逢，除了表達歉意，亦請求對方協助打倒不能被放任的基夫，也提醒對方別跟自己一樣。
第30話向櫻回答元太目前的狀況，隨後傳達赤石英雄的資料，並推測其也是基夫的末裔。
慣用口頭禪為「過往所學習的經驗，可以決定未來（過去から学ぶこと，それが未来を決めるんだ）」。
第32話表示拉弗科芙異變的原因是櫻的迷茫，在櫻提出分離阿奎萊拉和惡魔時讓她三思。
第33話受到櫻的委託維修自由驅動器，並向兒子請求製造出能分離階段3死囚的罪惡印章。
第37話計畫救回朱美的作戰，執行作戰期間為了研發對抗基夫的道具而與兒子合作，回答移植基夫細胞至人身上的理由，並讓其看見面具後的燒傷。
第38話在元太自願提供基夫細胞後答應進行手術，手術途中體力不支時在兒子加入協助下而繼續進行。
第41話理解到自己的身體已達到極限，在韋爾因身體異變而痛苦時現身，企圖為過去做出了斷。
第42話成功製造契機與韋爾對話並將真紅韋爾罪惡印章交給其，並作為與兒子的競爭，最後在元太按照計畫使用其印章吸收韋爾，稱讚完兒子的發明後昏迷。
第43話坦白過去自己將自己的惡魔轉移到年幼的狩崎體內。
第44話身體出現異狀，最後於病房中死亡。
五十嵐櫻（いがらし・さくら）（井本彩花飾）
夏木花（淺倉唯飾）
玉置豪（八條院藏人飾）

## 死亡之徒（Deadmans）

### 主要人物
阿奎萊拉 / 夏木花（椛島光、金子莉彩（童年）飾）／大陸CV：山新／台灣CV：劉如蘋（TV版）、連婉鈞（對決！超越新世代）／香港CV：楊婉潼（TV版）、王慧珠（劇場版）
假面騎士AGUILERA和假面騎士DARK AGUILERA的變身者。
原組織的統帥，美麗的惡之女王，曾經的復活儀式容器，能變身為超越階段2力量的女王蜂·死囚 階段3。
與胡里歐（玉置豪）和歐魯特卡不同，從小就被死亡之徒團隊收養，導致思想徹底扭曲，把基夫視為精神支柱，對基夫深植的相信毫無懸念襯托出她的純潔無瑕，使得她被基夫選上，因為性格天真爛漫而什麼事都只為以身相許考慮，儘管剛開始得知儀式真相也對於犧牲感到懼怕，卻還是深信作為祭品是與基夫融合的真正方式，即便被歐魯特卡欺騙也對基夫堅信不移。
見識到櫻成功變身假面騎士JEANNE，再次佩服自己對人的看準。由於欣賞櫻的坦然及直率，有著想要把欣賞之人作為祭品的想法。
害怕蛇，即使是似蛇外觀的東西也無法接受。
第4話透過她得知復活基夫需要六位祭品，後來以耳語的方式唆使彩夏進行上級契約。
第8話試圖以下毒來殺害一輝，但被陽炎阻止，並被下警告禁止插手，在陽炎開始動手時應對櫻的攻擊。
第10話出現在櫻的身邊，並試圖邀請櫻加入死亡之徒，在牛島光突然出現後從現場消失。
第11話在櫻的身邊徘徊，在事件混亂中將櫻擊倒，表示櫻沒有力量，並以力量為報酬來邀請櫻加入死亡之徒。
第12話再次出現在因無法變身而煩惱的櫻面前，並表示從小就待在死亡之徒這個組織內了，對她來說能加入死亡之徒是幸福的。
第14話開始很高興基夫復活儀式的到來，但說到祭品還欠缺最後一位的當下，被歐魯特卡告知將作為最後一位復活基夫的祭品之時，眼神顯得錯愕。
第15話意識到自己被欺騙，自己是復活基夫所需的唯一祭品後，被靠近她的變色龍·死囚出手擊昏，醒來之後出於對基夫的那份扭曲的迷戀決定坦然面對自己作為祭品的事實。在一輝等人闖入導致復活儀式中斷，狩崎抓到空檔靠近基夫雕像研究，因而厭惡觸碰基夫的狩崎。在基夫吸收兩位死囚讓基地暴走後受到一輝的救援，因為無法與基夫結婚，得救也沒意義的狀況下拒絕一輝的救援但被其無視，基夫雕像暴走的途中試圖衝向基夫雕像旁而被拜斯打昏，並與胡里歐一同被其救出，事後在一輝成功擊垮基地時醒來，因為基夫下落不明而難過到無法自抑，企圖尋找基夫的下落，當下即被胡里歐制止。
第16話在不想要別人的保護下變身為女王蜂·死囚 階段3，同時發怒並進行無差別攻擊後逃脫，在潛伏中企圖想直接奪回基夫但被胡里歐制止。
第18話保護被歐魯特卡偷襲的胡里歐，並以希望露出微笑來安慰胡里歐，最後將胡里歐帶離現場。
第19話與接受玉置豪委託的櫻交戰，被擊敗後對其說出自己只期望基夫的復活，並拒絕與其再次見面。
第20話對胡里歐委託櫻一事而不悅，並對其說出基夫是引導人類的神，是達到與人類不同進化的生命體，之後與一輝和櫻暫時合作，與胡里歐合力奪走歐魯特卡手上的基夫印章後離去。
第21話從櫻得知胡里歐與櫻的私下協議後，向櫻說出以實力來得到基夫印章，但反被其擊敗，並被其指出內心有迷惘。
第22話開除沒有戰鬥能力的胡里歐，隻身前去尋找歐魯特卡協談合作。
第23話與櫻戰鬥中請求其保護胡里歐。
第24話時看到歐魯特卡毫無憐憫地蓋印信任他的信徒召喚基夫魔信徒時，內心感到厭惡。
第25話為了阻止歐魯特卡繼續召喚基夫魔信徒而與其做約定參與作戰，在五十嵐三兄妹的惡魔暴走時擊敗櫻，但被突然出現的假面騎士VAIL擊飛，看見增加的基夫魔信徒後氣憤的向歐魯特卡詢問違約一事，基夫魔信徒被擊敗後與歐魯特卡一同撤退。
第26話因內心迷惘，為了詢問強大的理由而攔截在趕路的櫻，並與其以肉身戰鬥，同時得到櫻的鼓勵。
第27話在基夫現身後在遠處觀望並對其是否需要與自己合二為一而產生疑問。
第28話因自己現為階段3的死囚而被基夫拒絕，因此感到絕望。
第30話換上黑色皮衣后，將原先作爲女王象徵的服裝燒毀，作爲對死亡之徒的永遠告別。
第32話因萬念俱灰下想保護自己最後的尊嚴而向櫻發起攻擊，但在拉弗科芙發生異變導致櫻解除變身後不屑地離去，之後與玉置豪碰面並嚷他不要插手，途中再次與櫻對峙，因一輝提議將自己與惡魔分離后與玉置豪一起在澡堂打工而徹底暴走，被一輝重創，但在分離前因櫻挺身保護下而分離失敗。
第33話拒絕對想創造死亡之徒和戰鬥以外的回憶的玉置豪並賞巴掌，在櫻開出決鬥的條件後半強迫的去遊樂園遊玩，直到櫻得到修復完的驅動器後開始戰鬥，最後被其擊敗，惡魔契約被分離並破壞，並知道自己還有容身之處後留下淚，事件過後加入WEEKEND。
第36話被韋爾襲擊後玉置豪挺身保護，隨後得知玉置豪是作為誘餌行動，回到WEEKEND為了能參與戰鬥而從狩崎真澄手中得到女王蜂罪惡印章，趕去戰鬥現場拿起玉置豪持有的腰帶變身成假面騎士AGUILERA擊敗韋爾。
第38話與一輝、拜斯、牛島光和櫻一起阻止一眾惡魔雜兵，但後來被地獄魔信徒偷襲而解除變身。
第39話在大二攻擊一輝時插手，試圖阻止戰鬥，但反被大二擊飛。
第40話安慰因大二一事陷入崩潰的櫻，之後與櫻和牛島光迎擊前來的死囚大軍，但不敵變化成基夫人民的赤石英雄，在牛島太助下令後聽從指示撤退。
第41話在大二攻擊一輝時對大二發起攻擊，並勸說大二放棄對一輝的追殺。
第43話在收到赤石出沒的消息後，趕去亞拉拉特與赤石戰鬥，但不敵其而被擊退。
第45話與大二、廣見和玉置豪一同尋找歐魯特卡並將其逮捕，死囚出現後與櫻一同對抗。
第46話訓斥櫻不去理解拉弗科芙的心聲，基夫出現後協助一輝和大二，後與中途加入並變身成假面騎士OVER DEMONS的玉置豪一同戰鬥。
第47話在與櫻告別後被狩崎攻擊並被其擊敗。
最終話和玉置豪一同加入青鳥的修復工程。
於外傳《REVICE Forward 假面騎士LIVE&EVIL&DEMONS》中，與櫻和玉置三人一同開設了「夏木偵探事務所」專門調查不明事件。
- 根據訪談，原本阿奎萊拉就存在著一些鮮為人知的設定，其中一個在本篇正式播放時就已經出現——即她的雙親是接受了菲尼克斯的人體改造實驗而死，為了報仇而加入了死亡之徒；以及阿奎萊拉最後如願成為祭品，被惡魔始祖基夫吸收，結果就此成了讓人意猶未盡的廢案。
- 阿奎萊拉的名字取自拉丁文「Aquilaria」，是「老鷹的巢穴」的意思，而阿奎萊拉一角的設定和「女王蜂·死囚 階段3」造型則參考自《假面騎士》的第一個女性修卡怪人蜂女。

歐魯特卡 / 初芝真（關隼汰、石田偉琉（童年）飾）／大陸CV：李翰林／台灣CV：江志倫／香港CV：張振熙、關承軒（劇場版）
假面騎士DEMONS第二任和假面騎士OLTECA的變身者。
原組織的幹部，最早進階的基夫特使，能變身為超越階段2力量的大王烏賊·死囚，第28話變身為階段4的奇蝦·死囚。
性格深沉，先前實踐真正祭品計畫的掌舵者，凡事規劃並有自己的一盤棋、喜歡掌控事情，僅他知道復活儀式的詳細流程。
避免讓阿奎萊拉察覺祭品的真相，先行隱瞞了她及胡里歐，為得順利讓死亡之徒所崇拜的惡魔復活，偕同胡里歐到處物色擁有強大邪念的人類。
擅長說服，有著盡快復活基夫的慾念；前期向阿奎萊拉欺瞞祭品的真相，透過言之鑿鑿的方式讓阿奎萊拉配合他的計劃，事實上並不需要六位祭品而是五位基夫特使的力量加上一位被基夫所欽定的祭品。
因為原祭品計畫以失敗告終，即暗地召集信徒以便執行新的計畫，選中信徒本村香苗作為他的輔佐。
中期開始作為二代死亡之徒組織的首領，也為第二個成功解除契約恢復人類原貌的第三階段死囚（基夫特使）。
第27話時得知過去曾因超越常人的能力、思想，及被親生父親當作怪物看待，甚至以暴力對待的關係，認為這個世界沒有人能夠理解他，而打算將這個世界變成他想要的世界。
第4話告知沒能找到合適祭品而激動的阿奎萊拉，辯稱找到能夠簽下上級契約的人是非常困難的事，也說出需要能簽訂上級契約的惡魔宿主才能作為復活用的祭品。
第5話和胡里歐一同現身在波恩面前，卻發現上當受騙，還被由一輝和拜斯合體變身的Revice獅子咬傷，好不容易透過大王烏賊的本能復原身體。
第8話在陽炎開始動手時與胡里歐一同對抗假面騎士DEMONS。
第9話給了陽炎挽回的機會，給予腕龍原型和GiffJunior罪惡印章去尋找祭品。
第11話前去拉攏灰谷天彥並與其合作。
第13話找來變色龍·死囚階段2並執行釋放工藤康的作戰，在天空基地前阻擋前來的大二和櫻，但被趕來的一輝擊敗，最後因釋放成功而一同撤退。
第14話在工藤戰敗後將其回收並撤離，在五位祭品到齊後，在阿奎萊拉詢問為何少了一位祭品時，向不知情的阿奎萊拉表示她就是那一位祭品。
第15話說出復活儀式真正的流程，並說出復活基夫的祭品必須是無垢的惡之容器，在一輝等人闖入導致復活儀式中斷後，將企圖救出阿奎萊拉的胡里歐擊暈，在亂戰中被大二擊退出基地外，變回人類原貌。
第16話迎擊襲來的胡里歐，趁阿奎萊拉大鬧時與變色龍·死囚一同逃離，潛伏中對變色龍·死囚說出自己想奪取世界而加入死亡之徒，並讓其去奪走REVICE驅動器。
第17話暗中集結信徒並引發騷動，同時讓其中一位信徒變身為基夫魔信徒，在盯上身體狀況不佳的廣見後被胡里歐攻擊，在一輝和拜斯擊敗基夫魔信徒後向一輝嘲諷而激怒對方。
第18話捉拿胡里歐的弱點，為了了結胡里歐親手將奧田陽介變身為基夫魔信徒，並向胡里歐挑釁下一個劫持對象是阿奎萊拉後，驚見基夫魔信徒已被擊倒，變身後瞬間被震怒的胡里歐所變身的野狼·死囚 狂暴的攻擊擊傷而使用能力撤離，最後趁胡里歐的契約被解除的狀態趁機對其偷襲，但在阿奎萊拉現身保護下而失敗。
第19話針對廣見持有的DEMONS驅動器，與山桐千草設下圈套將廣見和田淵龍彥孤立，與廣見交戰後企圖對龍彥使用基夫印章時被一輝阻止，與一輝交戰時讓事先準備好的基夫魔信徒作為增援而來。
第20話向千草說出以前遇到死亡之徒創始人一事，並為了讓人類進化而行動，在與廣見決戰時對千草使用基夫印章，戰鬥中手中的基夫印章被胡里歐奪走，最後被一輝擊敗，契約被解除並破壞，並被菲尼克斯逮捕，但是卻露出微笑。
第21話將真正的基夫印章交給赤石英雄，被跟蹤赤石英雄的廣見干擾後召喚死囚，趁混亂中奪走DEMONS驅動器，變身成假面騎士DEMONS擊敗大二，在攻擊趕來的一輝和櫻後被廣見攻擊，戰鬥中將廣見從崖上擊落，並將變身後的一輝、拜斯和櫻壓倒，在發現基夫對拜斯產生影響後撤離。
第23話得知一輝的狀況後決定對大二和櫻下手，擊敗兩人企圖給予櫻致命一擊時被陽炎阻擾，被陽炎擊飛後撤離。
第24話為了綁架狩崎而對本村香苗使用基夫印章，成功綁架狩崎後要求其讓DEMONS驅動器激發出更多力量，在櫻與拜斯到來時與兩人對決，試圖使用全力時被驅動器拒絕，被一輝和櫻擊敗而撤退，事後詢問驅動器上的惡魔並得到回答後，其惡魔從驅動器上離去。
第25話在企圖誕生更多基夫魔信徒時被阿奎萊拉阻止，以要求認真協助捕捉狩崎就不對剩下的信徒使用基夫印章作為契約來欺騙阿奎萊拉，在假面騎士VAIL出現後叫出額外的基夫魔信徒上場，而讓阿奎萊拉發現後被其詢問違約一事，基夫魔信徒被擊敗後撤離。
第26話在大二和陽炎戰鬥時中途亂入與一輝戰鬥，在韋爾釋放出強大力量給予自己的狀態下將一輝壓倒。
第27話被大二擊敗後撤離，在綁架大量的人後再次出現並使用基夫印章，同時引出基夫現身。
第28話與基夫合為一體變身成奇蝦·死囚擊敗大二和櫻，但不敵假面騎士REVICE被其擊敗，最後被基夫吞噬。
第44話得知被包覆在繭的狀態於基夫的空間中，在一輝和拜斯開啟空間大門時，從門附近的裂縫中飄出。
第45話被廣見等人發現下落后隨即被逮捕，直到最終話仍然被關押起來，還與喬治對話。
於外傳《假面騎士JUUGA VS 假面騎士OLTECA》中在高田唱的協助下逃離拘留所。
於《劇場版短篇 假面騎士REVICE》和《假面騎士聖刃》增刊號（特別篇）首次以怪人態登場。
- 「大王烏賊·死囚」造型參考自《假面騎士》的修卡幹部死神博士的怪人型態烏賊怪人。另外，根據製作人望月卓於「Toei Hero MAX」Vol.64訪談中提及該角色原設定為黑暗博士，但最後沒有採用。

胡里歐 / 玉置豪 / 折府環（八條院藏人飾） ／大陸CV：杨昕燃／台灣CV：賈文安（TV版）、孟慶府（對決！超越新世代）／香港CV：潘昀雋（TV版）、譚禹晋（劇場版）
假面騎士OVER DEMONS第二任的變身者。
原組織的幹部，最早進階的基夫特使，能變身為超越階段2力量的野狼·死囚，兼任阿奎萊拉的保鑣。
性格好戰，蠻橫粗暴的行動派，作風直截了當，視阿奎萊拉為終身使命，僅在阿奎萊拉的期許及寄託下行動，基於阿奎萊拉任何指令能夠做到不擇手段誆騙他人，偕同歐魯特卡到處物色擁有強大邪念的人類。
因學生時期在校被霸凌，又被唯一的好友背叛而選擇加入死亡之徒。在與阿奎萊拉會面決心為基夫服侍那一刻，因為阿奎萊拉的舉動深受動容，隨而相信阿奎萊拉正是他的救贖。
什麼事情都只為阿奎萊拉考慮，對阿奎萊拉的忠心被歐魯特卡盤算列為被隱瞞祭品真相的當中一人，在歐魯特卡還未洩漏真正目的自願與他到處物色適合的人類，只為了討阿奎萊拉歡心。
不捨阿奎萊拉作為容器犧牲，慘遭組織內其他特使壓制，但是為了遵循她的決心與最後一次的命令，忍痛下手。
在新生的死亡之徒組織藉由歐魯特卡的帶領重振後，因為阿奎萊拉的受辱，即做好向歐魯特卡清算並且為此犧牲的準備。
先前被櫻充分了解過去創傷經歷的處境，間接開啟了解除契約的機運。基於櫻應允了背叛好友對於幸福澡堂的委託，讓一輝等人抱持了「將以拯救」的想法。
為第一個成功解除契約恢復人類原貌的第三階段死囚（基夫特使）。在遭遇一連串事件因而情緒失控變身為怪人暴走態、被還負傷的一輝以火山暴龍基因組的能力阻止、順利從契約簽訂下的怪人態解除，促使其銷毀特使的契訂。
第3話為了組織的目的而向一輝和大二提出以罪惡印章交換人質的條件，從大二手中得到翼龍罪惡印章後卻違約打傷大二，最後被REVICE猛獁象擊退，罪惡印章也從手中掉落。
第5話和歐魯特卡一同現身在波恩面前，卻發現上當受騙。
第6話以體驗空手道的名義試圖接近櫻來製造出REVICE的弱點。
第8話在陽炎開始動手時與歐魯特卡一同對抗假面騎士DEMONS。
第13話執行釋放工藤康的作戰並強制讓灰谷參與作戰，在天空基地前阻擋前來的大二和櫻，但被趕來的一輝擊敗，最後因釋放成功而一同撤退。
第14話打亂灰谷的計畫，在灰谷想讓渦蟲·死囚獨自戰鬥並尋找其他能簽下共同契約的人時，強制取走原型罪惡印章並將其進階成階段2，灰谷戰敗後將其回收並撤離。在阿奎萊拉被歐魯特卡指派作為“最後一位祭品”時，無法接受並激動詢問歐魯特卡“為什麼這樣做”，想弄清楚他做下這個決定的契機。
第15話因歐魯特卡欺騙自己和阿奎萊拉而憤怒，反抗歐魯特卡但被其他人壓制，在阿奎萊拉決定成為祭品後也是為了再一次順從她而不情願的執行復活儀式。在一輝等人闖入導致儀式中斷後，想趁機拯救阿奎萊拉，由於動機已顯明被預料到的歐魯特卡經由觸手招式擊昏，還處於昏迷狀態時與阿奎萊拉一同被拜斯救出。在一輝成功擊垮基地時醒來，由於基夫下落不明見阿奎萊拉情緒潰堤，並立馬制止想前去尋找基夫的阿奎萊拉。
第16話在基地被擊潰後，憤怒地襲擊歐魯特卡，但仍舊不敵變色龍·死囚和歐魯特卡聯手，而遭到慘烈重擊，後在變身為女王蜂·死囚的阿奎萊拉的協助下順利逃脫。和阿奎萊拉找到新的藏身處後，替其尋回衣物，並以太過危險的理由勸其暫緩尋找基夫。
第17話得知加入死亡之徒的理由，同時對背叛者無法饒恕，在歐魯特卡引發騷動後對其攻擊，在櫻說出奧田陽介後完全回想起過去的記憶，但無視櫻並繼續攻擊歐魯特卡，最後在糾纏中反被歐魯特卡壓制。
第18話因為放心不下阿奎萊拉即放低身段，主動前去醫院等候留守一輝的櫻、想要向其協議「打倒歐魯特卡」的互利條件，爭取到櫻「代為照顧阿奎萊拉」的意願後遵照指示去見奧田陽介。在兩人聚首時彼此道歉時的分神，導致陽介被歐魯特卡逮住，並遭到強制孕育出基夫魔信徒而死亡，在失去摯友的極度憤怒下暴走變身為野狼·死囚 狂暴，將基夫魔信徒擊倒並將歐魯特卡擊傷，讓其被迫使用能力逃離，在一輝和拜斯合力下阻止，並設法對其解除契約。在歐魯特卡趁機偷襲時，憑藉阿奎萊拉現身保護得以保身，在得到其安撫後隨即顯露失去摯友的悲慟，最後被其帶離。
第19話向櫻請求作為阿奎萊拉的聊天對象。
第20話因請求櫻一事讓阿奎萊拉不悅，隨後詢問阿奎萊拉關於基夫的真面目後再次向櫻請求拯救阿奎萊拉，在歐魯特卡與廣見決戰時與一輝和櫻合作，與阿奎萊拉合力奪走歐魯特卡手上的基夫印章後離去。
第21話因私下協議沒向阿奎萊拉說出，在櫻前來討回基夫印章時被該二人責備。
第22話被阿奎萊拉開除後，前去尋找櫻交談，最後稍微扮裝以折府環作為假名，在櫻向家人介紹後暫時借住於五十嵐家。
第23話得知阿奎萊拉是為了保護自己而被其拋棄後而流淚。
第24話因為在幸福澡堂不斷地幫倒忙的關係，與拜斯一同被罰跪。
第28話試圖挽留阿奎萊拉但被其無視。
第30話為阻止陷入幻覺中的一輝而無辜被打。
第32話一開始與阿奎萊拉見面卻被其無視，之後向一輝和櫻坦白阿奎萊拉的目的是想保住最後的尊嚴，並把死亡之徒當成大家庭，再次與阿奎萊拉見面時保證自己會無條件服從她的命令並讓她收手，但在櫻一行人趕到後被推開，最後因擔心阿奎萊拉會失去一切而暗自流淚，但因為櫻的阻止而未遂。
第33話回澡堂後向一輝和櫻說出自己試圖與阿奎萊拉一同創造死亡之徒和戰鬥以外的回憶，但被其拒絕並且被賞巴掌，在櫻和阿奎萊拉一同遊玩時與一輝在遠處守望。
第36話試圖加入WEEKEND而前去基地並參加試煉，為了保護夏木花和作為誘餌而被韋爾作為人質，在趕來的一輝和櫻被擊敗後試圖變身，但罪惡印章瞬間被韋爾奪走，最後因從韋爾那問出赤石的所在地而成功加入WEEKEND。
第41話與廣見共同迎敵。
第45話與大二、廣見、夏木花一同尋找歐魯特卡並將其逮捕，死囚出沒後被強制留在基地後勤。
第46話從牛島光手中得到DEMONS驅動器，趕去支援夏木花並變身成假面騎士OVER DEMONS與其共鬥。
第47話為了保護夏木花而被狩崎攻擊，最後被其擊敗。
最終話和夏木花一同加入青鳥的修復工程。
於外傳《REVICE Forward 假面騎士LIVE&EVIL&DEMONS》中，與櫻和夏木花三人一同開設了「夏木偵探事務所」專門調查不明事件。
- 根據訪談，在劇情中期，原本胡里歐是將在與歐魯特卡的對決中，為了保護阿奎萊拉而遭歐魯特卡擊殺，就此壯烈犧牲的，結果在本篇第18話，隨著胡里歐的基夫特使契約遭破除，他本人也回歸普通市民的生活，至此他的戲份變得鮮少。
- 胡里歐的名字取自西班牙語「主神之子（Jove's Child）」，而「野狼·死囚」造型參考自《假面騎士》的修卡幹部佐魯大佐的怪人型態狼男。

### 其他人物
變色龍·死囚（田邊和也（偽裝）飾、加藤步（真身）飾）／大陸CV：乔木心／台灣CV：賈文安（TV版）、黃天佑（對決！超越新世代）／香港CV：陳健豪（TV版）、譚禹晋（真身）、溫浩楠（劇場版）
基夫特使，能變身為超越階段2力量的變色龍·死囚，變身者的真名未知。
第13話登場，第14話時公開早在當初菲尼克斯分隊長就職典禮的襲擊事件時，就將若林優次郎給殺害的事實，之後更取代其身份成為內奸以便作為內應。
據他本人透露，他似乎對自己現在的容貌感到厭惡，所以才會被賦予死囚的力量，能隨心所欲地變換成他人的容貌，甚至藉此取代他人，但不變的是其相當浮誇的表情。
第14話竊聽狩崎、大二和廣見的對話，前去偷取基夫印章，但實際是狩崎用假面騎士1號的模型來調包而中了圈套，但在壓制住大二和廣見後從狩崎手中得到印章並離開，在篩選儀式成功後短暫露出本來的真面目，由於厭惡自己原本的樣貌而再次變化成若林優次郎的模樣。
第15話在亂戰中變化成拜斯的模樣但被識破而解除變身，隨後再次變身與廣見戰鬥，但在基地暴走後而中斷戰鬥。
第16話受歐魯特卡委託前去奪取REVICE驅動器，假冒成一輝的母親幸實並打算殺害一輝，卻反被識破並落入圈套，隨後召喚大量死囚，與一輝、大二和櫻對抗，戰鬥中拒絕投靠一輝，而被其所擊敗，最後短暫地露出真正面貌後消散。
- 根據脚本家木下半太的解釋，之所以會給該角色做出了以上設定，是受到1994年的一部電影《終極追殺令》裏，由蓋瑞·歐德曼所飾演的反派——諾曼·史丹菲爾的啓發。

工藤康（河相我聞飾）／大陸CV：汤水雨／台灣CV：江志倫／香港CV：陳力航
基夫特使，後續才加入死亡之徒，能變身為超越階段2力量的劍齒虎·死囚。
第6、13～15話登場，交通事故的加害者——江口的律師，原先是個三流律師，但最近一個月因裁判開始前證人會莫名失蹤和住院，而幫助客戶獲得勝訴。
在裁判的過程中成為江口的第二任律師，並將裁判引導至有利的局面。
第6話在新一輪的審訊中，被一輝和拜斯揭穿自己所犯下的罪行，其後孕育出袋鼠·死囚來製造騷動，過後更秘密將該原型罪惡印章交託給法官保管，以便一輝死無對證，結果連同法官一起被一輝和拜斯揪出，最後在一輝質問為何不努力地將聰明才智用在正途時，不甘心地說出努力有何用，而後被送進菲尼克斯的醫療設施進行更生治療。
第13話時在死亡之徒的聲東擊西戰術之下，被灰谷天彦從菲尼克斯的醫療設施內放出。
第14話在篩選儀式開始前前去向五十嵐一輝報仇，並嘲諷一輝是「日本第一自大狂」，在被其擊敗後被歐魯特卡回收，在此通過儀式成為基夫特使。
第15話在復活基夫的儀式被中斷後，與一輝等人的戰鬥中被擊敗後消散，並且被基夫雕像吸收。
第30話以怪人態出現在一輝的幻覺中。
灰谷天彦（柏原收史飾）／大陸CV：孟宇／台灣CV：江志倫／香港CV：郭俊廷
基夫特使，後續才加入死亡之徒，能變身為超越階段2力量的渦蟲·死囚。
第11～15話登場，諮商心理師，性格極為奸詐惡劣之男，喜歡透過利用他人達到自己的需求。
先前經由他人簽下共同契約的方式讓自己得以代替基夫、源於恐懼自己還不符合在死亡之徒服侍的資格。
本就對於尋找基夫祭品無感，只是對於組織的初衷有著共鳴才加入死亡之徒，並策劃以人心操控和謊言來瞞騙受害者為其所用，更讓受害者代替他來使用所增殖出的渦蟲罪惡印章進行上級契約的簽訂，以此方式來量產惡魔。
第11話以蒙面人的姿態來直播宣傳死亡之徒的理念，並與歐魯特卡合作，以人心操控的能力讓著急兒子病情的大森聖子與自己簽下共同契約，並欺騙聖子，讓聖子在混亂中與渦蟲·死囚簽下上級契約進階成階段2。
第12話再次孕育出渦蟲·死囚抓走聖子，並再次讓聖子簽上級契約進階成階段2，與死亡之徒的幹部們策畫並聯手擊敗假面騎士的計畫並執行，但最後因為櫻的出現而失敗。
第13話在死亡之徒的聲東擊西戰術下潛入菲尼克斯的天空基地內放出工藤康。
第14話在篩選儀式開始前前去向五十嵐櫻報仇，途中被胡里歐強制進階成階段2，被櫻擊敗後被胡里歐回收，最後通過篩選儀式成為基夫特使。
第15話在復活基夫的儀式被中斷後，在與一輝等人的戰鬥中被擊敗後消散，並且被基夫雕像吸收。
本村香苗（清井咲希飾）香港CV：莫曉晴
二代死亡之徒組織的主要成員，同時也是死亡之徒的元老級信徒，在重回現實生活後再度被歐魯特卡找上。
被歐魯特卡指派新的任務執行當前組織的目標，負責召集所有回到現實社會中生活的信徒為歐魯特卡效命，跟從歐魯特卡引起社會騷動，作為召集人的名義以便讓歐魯特卡運作「新生死亡之徒」的新計畫。
忠於歐魯特卡，稱呼歐魯特卡為歐魯特卡大人。在歐魯特卡與阿奎萊拉、胡里歐拆夥後，被歐魯特卡選上作為新計畫的搭檔。
第24話因歐魯特卡的需求而自願獻身被蓋印並釋放出基夫魔信徒下死亡，在遭到蠶食殆盡的前一刻，仍覺得自己很幸福。
山桐千草（奧山和紗飾）／大陸CV：戈昕宇／台灣CV：連婉鈞／香港CV：顧詠雪
原菲尼克斯潛入搜查官兼廣見和龍彥的同期生，1994年生。
但由於得知菲尼克斯的真相，又剛好被委派潛入死亡之徒的陣營裡接近歐魯特卡，好打探消息，因此趁機變節，完全效忠於歐魯特卡。
第19話與歐魯特卡設下圈套，故意讓一輝和大二阻止廣見加入戰鬥，讓廣見與田淵龍彥被孤立，但被一輝懷疑意圖而在最後關頭失敗，被詢問背叛的理由後，說出自己因得知菲尼克斯的真相而選擇加入死亡之徒。
第20話在與廣見決戰時被歐魯特卡蓋印並釋放出基夫魔信徒下死亡，在遭到蠶食殆盡的前一刻，對於歐魯特卡背叛信任的行為感到錯愕。

## 諾亞
赤石英雄（あかいし・ひでお）（橋本潤飾）
狩崎真澄（かりざき・ますみ）（藤真秀聲、高橋健介飾)
伊良部正造（いらぶ・しょうぞう）（鳥越裕貴（25年前）、西郷豊（現在）飾）
表面上是幸福澡堂的常客，和五十嵐一家似乎是熟識，但其實是來自反抗軍安插進諾亞的臥底成員，也是知曉過去所有祕密的關鍵角色之一。
由於本人的搜查情報能力很強，因此成為一輝回收原型罪惡印章的任務中不可或缺的「線人」。
第1話中被受到拜斯影響的一輝搞得莫名其妙。
第3話時幫忙拍攝短片，隨後與其他常客們協助一輝阻止元太與公務員簽下搬遷同意書。
第6話在元太的委託下調查工藤康的資料，事件也與死亡之徒有關聯，被一輝詢問自己從事的工作時則完全保密。
第7話協助調查竊盜集團的成員，再次被一輝詢問自己從事的工作時還是完全保密。
第17話時代替腰痛的五十嵐元太打掃幸福澡堂的浴池。
第25話協助將解除變身後昏迷的元太帶離現場，被櫻詢問元太的過去時完全保密。
第26話向一輝說出元太詳細的過去。
東山（あがりやま）（村田充飾）
高田唱（今井靖彥飾)

## 天角獸
染井俊一郎（そめい・しゅんいちろう）（伊萬里有飾）
市村景孝（いちむら・かげたか）（高橋良輔飾）
村正（小松準彌二飾）
幸雄（梶原颯飾）
真理子（松田里茉飾）

## 惡魔宿主
五十嵐一輝（いがらし・いっき）（前田拳太郎飾）
喬治·狩崎（じょーじ・かりざき）（濱尾範高飾）
阿奎萊拉（椛島光飾）
歐魯特卡（關隼汰飾）
胡里歐（八條院藏人飾）
上班族（町田大和飾）；陸配：粟大伟；台配：歐祖豪；港配：待確認
《劇場版短篇 假面騎士REVICE》中登場，是名普通上班族。
曾一度被歐魯特卡逮住，但因本身感到社會的不公加上歐魯特卡的蠱惑，而毅然決然地接受歐魯特卡所給的蜘蛛原型罪惡印章，並使用罪惡印章孕育出蜘蛛·死囚。
在蜘蛛·死囚被打倒後失魂落魄，其持有的蜘蛛原型罪惡印章也被一輝順勢回收。
純平（蒲田優惟人飾）
《假面騎士聖刃》增刊號（特別篇）中登場，神山飛羽真的小說粉絲。
因內心的不安跟迷茫而接受歐魯特卡所給的蝗蟲原型罪惡印章，之後更使用罪惡印章孕育出蝗蟲·死囚。
原田智之（鈴木實飾）；台配：陳彥鈞；港配：陳健豪
第1話登場，被胡里歐劫囚作為祭品的死刑凶惡犯。
在死亡之徒的基地中強制被阿奎萊拉使用猛獁象原型罪惡印章孕育出猛獁象·死囚。
門田廣見（かどた・ひろみ）（小松準彌飾）
井端（篠山輝信飾）；台配：賈文安；港配：潘昀雋
第2話登場，荒木的專屬球童，曾與荒木同為學校的高爾夫社團的同友，雖然未能成爲高爾夫選手，但通過成爲球童來支持荒木的夢想。。
因勸誡荒木調養身心狀態，反遭對方認為是妨礙者而憤恨不已。
之後在歐魯特卡的花言巧語欺騙下，接受歐魯特卡所給的螳螂原型罪惡印章，並使用罪惡印章孕育出螳螂·死囚。
最後與荒木兩人都被送進菲尼克斯的醫療設施進行更生治療，在送去治療之前與荒木和解，並承諾兩人一起重頭開始。
荒木（林野健志飾）；台配：黃天佑；港配：周倚天
第2話登場，職業高爾夫選手，曾與井端同為學校的高爾夫社團的同友。
最近因在社群網站中被爆料打球態度不佳，因此情緒方面相當不穩定。甚至遷怒於身為專屬球童的井端。
在被螳螂·死囚襲擊時因受到拜斯的勸誘而自主地讓胡里歐帶回死亡之徒的基地中接受巨齒鯊原型罪惡印章，並使用罪惡印章孕育出巨齒鯊·死囚。
最後與井端兩人都被送進菲尼克斯的醫療設施進行更生治療，在送去治療之前與井端和解，並承諾兩人一起重頭開始。
桶谷彩夏（内海誠子飾）；台配：劉如蘋；港配：楊樂瑤
第3 - 4話登場，大學生。櫻的好朋友，一輝的青梅竹馬，劇中第一位簽下上級契約的宿主。
第3話與櫻在逛街時遇到死囚來襲，之後更遭到吉田浪夫挾持，連帶與她一起的櫻也因此被綁架，在被吉田威脅向母親妙子要求贖金時，卻遭到母親拒接電話而感到非常失落。
第4話得知綁架其實為自導自演，目的在於確認母親是否在意她。之後假借邀請櫻去看妹妹美春的演唱會時，在演唱會中質問母親為何拒接電話，但得到讓她極度失望的答案，因此暴怒而再次孕育出金剛·死囚破壞演唱會，之後在母親對她以怪物般的眼神看待加上阿奎萊拉的耳語唆使之下，感到人生絕望的她萬念俱灰地簽下上級契約與死囚一體化，成為階段2的型態並為了報復母親而綁架昏迷的妹妹美春離去，隔天她以妹妹美春的性命威脅與她對峙的菲尼克斯，但在一輝的協助及母親的真情告白下，母女解開心結再次和好，但體內的惡魔卻意外暴走，而後被得到大二提供攻略翼龍基因組的一輝所拯救。
最後被送進菲尼克斯的醫療設施進行更生治療，這時候的她終於擁有母親的陪伴。
波恩（宇佐卓真飾）港配：陳成港
第5、47話登場，將自己孕育出死囚進行懲惡的影片在網站上上傳的實況主，本名為本田正夫。
第5話從不明人士手上得到獅子原型罪惡印章，隔天在網站上直播中並找上黑心企業公司，使用罪惡印章孕育出獅子·死囚讓社長下跪道歉，最後死囚被擊敗。
事件後為了祖父打算重新做人，自願成為引誘內賊的誘餌，最後在假面騎士EVIL出現時向廣見和大二聯絡，但卻沒得到任何回應。
第47話重新開始進行直播活動，邀請一輝和拜斯參與演出，並對以前的事情而向兩人道謝。
工藤康（河相我聞飾）
五十嵐大二（いがらし・だいじ）（日向亘飾）
前園孝治（橋爪淳飾）港配：陳健豪
第7話登場，前園仁志的父親，劇中第二位簽下上級契約的宿主。
為了讓自己的兒子走上與他同樣是醫生的道路，甚至不惜進階成獵豹·死囚 階段2，並且在兒子與同學們竊盜後撤離時，出手掩護三人脫逃。
在仁志感覺過度保護而與同學們一起到派出所自首時，以獵豹·死囚的樣貌破牆入派出所並將仁志帶走，這時遇到前來派出所的一輝，之後與一輝交戰。
最後在被擊敗時，一輝向他表示好好想想這一切，然後就被菲尼克斯的成員送進醫療設施進行更生治療。
詐欺師（松本寬也、西葉瑞希、榊原徹士飾）港配：陳健豪、成樂怡、張添勝
第9 - 10話登場，三人詐騙集團。
第9話三人在進行詐騙時，因看到陽炎造訪而對其打算暴力驅趕，但反而被打傷綁架，之後更用他們來孕育出腕龍·死囚製造動亂來引誘一輝出現。
第10話三人被菲尼克斯救出，並送進醫療設施進行更生治療。
灰谷天彦（柏原收史飾）
大森聖子（小野麻理江飾）港配：陳雪瑩
第11 - 12話登場，櫻參加的空手道場的師範代，為了拯救生病的兒子而被灰谷勸誘，與死亡之徒簽下契約。
第11話為了拯救兒子大森涼，被灰谷勸誘進行共同契約，發現被灰谷欺騙，陷入混亂後與渦蟲·死囚簽下上級契約進階成階段2。
第12話在一輝與大二擊敗渦蟲·死囚階段2後昏迷，但隨後被灰谷再次孕育出的渦蟲·死囚抓走，並被迫再次簽下上級契約進階成階段2，並在灰谷的指示下作亂，最後在戰鬥中被櫻和拜斯拯救，戰鬥後被菲尼克斯送去更生治療，臨走之前仍然擔心兒子的病況，但也因為櫻的激勵而坦然面對。
五十嵐櫻（いがらし・さくら）（井本彩花飾）
富永真由 （小槙真子飾）港配：石梓晴
第22 - 23話，搞笑藝人團體「空氣階段」的經紀人。
第22話與西川正志委託五十嵐一家尋找企圖召喚死囚襲擊「空氣階段」犯人。
第23話得知是為了要保護對「空氣階段」的重要回憶，讓「空氣階段」保持原本模樣而造成一連串事件，在事務所社長決定要開除「空氣階段」後召喚鯊魚·死囚和大象·死囚破壞節目，最後持有的印章被回收，並被菲尼克斯送去更生治療。
五十嵐元太（いがらし・げんた）（戶次重幸飾） 
木村昴（木村昴（本人）飾）港配：何家裕
一輝所屬的高校足球部的前輩，現作為人氣聲優活躍著。
第31話承認自己為孕育出大花草·死囚的犯人，因在同窗會得知一輝忘記過去與池山浩二的意外，同時為了對此事件負起責任，而決定使用印章。
五十嵐幸四郎（いがらし・こうしろう）

## 其他人物
桶谷妙子（遠藤久美子飾）／台灣CV：連婉鈞／香港CV：姜嘉蕾
第3 - 4話登場，彩夏和美春的母親。
非常專注照顧於作為偶像進行演藝活動的次女美春，而忽略長女彩夏的感受。
第3話因只專心於次女美春的拍攝工作，當長女彩夏打贖金電話時拒接電話，而讓被綁架的彩夏心生失落。
第4話時被彩夏質問拒接電話的事時，半開玩笑的回答問題，但又轉頭去慰問美春，因而讓彩夏極度失望，召喚出金剛·死囚，這時的她卻又以看到怪物眼神看待彩夏，因而讓彩夏徹底絕望而簽下上級契約成為金剛·死囚 階段二，同時帶走美春。隔天在一輝的幫助下，對彩夏說出真心話後，讓母女之間重修舊好。最後她來到菲尼克斯的更生治療設施中探望接受治療的彩夏。
桶谷美春（清水香帆飾）／台灣CV：劉如蘋／香港CV：楊婉潼
第3 - 4話登場，彩夏的妹妹。
作為偶像團體「小惡魔幽會」的成員活動的紅人。
第4話中在演唱會的現場被變成金剛·死囚 階段二的姐姐彩夏帶走，並成為人質。隔天在彩夏被說服之際，本該被解救，但隨後因彩夏體內的惡魔爆走，使得她所在的地面崩裂，因此從高樓大廈上摔下，隨後被得到大二提供攻略的一輝以翼龍基因組能力所拯救。
吉田浪夫（松浦祐也飾）／台灣CV：江志倫／香港CV：陳健豪
第3話登場，為綁架彩夏和櫻的犯人。
第3話中綁架彩夏和櫻，事件後被門田廣見詢問金剛罪惡印章的所在處，但本人完全不知情，並說自己是被人花錢雇用。
第4話得知就是被自導自演綁架事件的彩夏僱用，目的在於確認母親是否在意彩夏。
小谷明子（主濱晴美飾）／大陸CV：李琦／台灣CV：劉如蘋／香港CV：姜嘉蕾
於《劇場版短篇 假面騎士REVICE》中先行登場，新都市開發課的公務員。
為了推進大型綜合設施的開發計畫，強迫一輝等人搬離，結果被拜斯所變化的巨大玩具鴨嚇跑。
大山章一（濱津隆之飾）／大陸CV：凌睿／台灣CV：江志倫／香港CV：蔡威賢
同樣於《劇場版短篇 假面騎士REVICE》中先行登場，新都市開發課的公務員。
與小谷一同說服不同意搬離的一輝等人，結果被拜斯所變化的巨大玩具鴨嚇跑。
本田茂夫（林家木久扇飾）／台灣CV：黃天佑／香港CV：陳健豪
第5話登場，波恩的祖父。
因擔心孫子波恩，而向一輝進行諮詢。
社長（内藤聖羽飾）／台灣CV：黃天佑／香港CV：張振熙
第5話登場，黑心企業的社長。
因壓榨公司員工而讓員工們產生心病，被為了實況懲惡的波恩盯上後被獅子·死囚襲擊。
之後雖然被一輝拯救了，但一輝還是希望他好好檢討自己的惡行。
成瀨由香里（岩崎静江飾）／台灣CV：劉如蘋／香港CV：王綺婷
第6話登場，交通事故的受害者-成瀨俊的姊姊。
裁判中加害者的江口似乎將被判無罪而覺得不對勁，並向一輝委託進行調查。
成瀨俊（奧山凌大飾）／台灣CV：賈文安／香港CV：潘昀雋
第6話登場，交通事故的受害者。
夢想成為演員，但在打工期間因江口剛志造成的車禍事故而受傷。
江口剛志（松永健太郎飾）／香港CV：張振熙
第6話登場，交通事故的加害者。
裁判因袋鼠·死囚出現而中斷，之後被法官謊稱是袋鼠原型罪惡印章的持有人，隨後被菲尼克斯在餐廳突擊搜身但從他身上找不到袋鼠印章。
法官（吉滿寬人飾）／台灣CV：歐祖豪／香港CV：周倚天
第6話登場，負責江口交通事故裁判的法官，也是死亡之徒的信仰者。
交通事故一案中，因為早就跟工藤康合作的關係，將整場判決的走向有利於工藤，在一輝揭露工藤的惡行時，協助他隱藏袋鼠原型罪惡印章，更謊稱印章持有者為江口剛志，最後在工藤的事務所歸還印章時被一輝與拜斯逮住，雖然起身襲擊，但仍舊被一輝制服。
前園仁志（優太朗飾）／台灣CV：賈文安／香港CV：王綺婷
就讀超名門的大白水學園的高中生，在校內被懷疑是錢包竊盜事件的犯人，與包庇仁志的同學一起大打出手而停學中。
學園中體操部的社員，也是竊盜集團的成員之一。
後因父親孝治做的太過火而選擇自首。
奧田陽介（塚本凌生飾）／台灣CV：歐祖豪／香港CV：杜景煜
第17-18話登場，為了尋找摯友玉置豪（也就是後來的胡里歐）而來到幸福澡堂的青年，也是造成胡里歐加入死亡之徒行列的人。
第17話從他口中得知兩人過去曾為高中時的同班好友，甚至彼此的興趣相同，直到某天他在不良少年的威脅下，動手撕毀玉置豪的珍藏卡片，導致兩人的關係因此決裂。
第18話在小櫻的安排下拿著當年被撕毀的卡片向玉置豪道歉，但卻遭到突然出現的歐魯特卡抓住，然後被蓋印並釋放出基夫魔信徒下死亡，在遭到蠶食殆盡的前一刻，仍提醒玉置豪多微笑。
鈴木鼴鼠（鈴木鼴鼠（本人）飾）／台灣CV：賈文安／香港CV：周倚天
人氣搞笑二人組「空氣階段」的成員。
因收到襲擊預告而恐懼，外加自己會經常遲到，而處於危機關頭。
水川固（水川固（本人）飾）／台灣CV：黃天佑／香港CV：張振熙
人氣搞笑二人組「空氣階段」的成員。
因收到襲擊預告而恐懼，外加鼴鼠會經常遲到，而處於危機關頭。
池山浩二（坂田秀晃飾）／台灣CV：賈文安／香港CV：陳漢祺
一輝在高校足球部時的同期生，原名「二浩（ジーコ）」，受到昴的影響下以聲優為目標。
片桐健太（近藤廉飾）
於超戰鬥DVD中登場，一輝的朋友，也是婚禮策劃師兼籌辦人，下有一個待嫁的妹妹。
因最近所籌辦、策劃的婚禮不斷遭到死亡之徒的侵襲，而飽受婚禮訂單被取消不斷的困擾，因而向一輝求助，在事情告一段落後，以為五十嵐三兄妹他日的婚禮的必定籌辦，作為答謝。
門田貴子（榊原留美飾）
於Spin-Off《DEAR GAGA》登場，門田在宮城縣的母親，被門田以『媽媽（がが）』來稱呼。
對身為菲尼克斯司令官的自己兒子廣見，以及其正義之心感到無比自豪，即使對方失憶了，但只要活得好好的就足夠了。
招牌菜是炒麵。
於較早之前重病纏身，且時日不多，在兩母子相處之中，早已看穿兒子廣見其實是假裝失憶，並希望其健健康康的重出江湖，直到自己安詳離世後，廣見正式回歸。
向井龍（橋本翔平飾）
大谷希望（豆原一成飾）
亞祖瑪（小杉健飾）

## 《假面騎士GEATS》
浮世英壽（うきよ・えーす）（簡秀吉飾）／台灣CV：江志倫／香港CV：杜景煜（TV版）、郭湛深（劇場版）
續作《假面騎士GEATS》的主角，於最終話從一輝手中拿走REVICE驅動器躍升帶扣。

## 其他演出
- 拓也 - 鈴木樂（劇場版短篇）
- 研究員新橋朱美 - 清瀨八重子（劇場版短篇、16）
- 研究員垣島孝介 - 小森拓真（劇場版短篇）
- 考古學家 - HD（1）
- 隊長 - 鬼倉龍大（1）
- 播音員 - 安藤聰海（1、4、13、16、36、47、50）
- 菲尼克斯成員 - 富永研司（1）、瑠己也（16）
- 女僕（幸福澡堂的常客） - ぷうたん（3）[208]
- 女醫生（幸福澡堂的常客） - 真島なおみ（3）[209]
- RIN（りん） - 名田紗羅（4）
- YUUKI（ゆうき） - 岩崎愛香（4）
- 證人 - 曾我佐知子（6）
- 大白水學園校長 - 小浦一優／芋洗坂係長（7）
- 竊盜集團成員[210] - 佐佐木部夢、角倉慧一朗（7）
- 警官 - 白井雅士、長友誠（7）
- 主婦 - 得田舞美、宮咲久美子（7）
- 仁志的母親 - 真下有紀（7）
- 大森涼 - 本多陽登（11）
- 主治醫師 - 渡部遼介（11）
- 放射科技師 - 犬塚マサオ（11）
- 死亡之徒信徒 - つついきえ、江見ひかる（14）
- 櫻的朋友 - Angelina D（14）、石川涼楓（14、22）、平澤由理（14、22）
- OL - 西幹麻里奈（16）
- 上班族 - 水野リューミン（16）
- 年輕女性 - アンナ（16）
- 高中生 - 髙松アロハ（17、18）
- 西川正志 - 石黑久也（22、23）
- 「柏餅」的成員 - 吉川一勝、宮澤佑（22）
- 「巴夫洛夫之犬」的成員 - 吉成浩一、ジェントル（22、23）
- 鈴村健一 - 鈴村健一（本人）（30）
- 神谷浩史 - 神谷浩史（本人）（30）
- 伊藤美來 - 伊藤美來（本人）（31）
- 堀川亮 - 堀川亮（本人）（31）
- 製作人 - 井上千尋（31）
- 時事評論人 - 三島裕（47）
- Kazu（カズ） - 三浦知良（本人）（50）
- 勇氣 - 正垣湊都（外傳《DEAR GAGA》）
- 門田克也 - 土田卓（外傳《DEAR GAGA》）
- 益江宏典 - 益江宏典（本人）（超戰鬥DVD）

## 聲音演出
- REVICE驅動器、雙側驅動器、自由驅動器 - 藤森慎吾 / 奥特男孩大宝（中國大陸配音）
- DEMONS驅動器 - 津田健次郎 / 皇贞季（中國大陸配音）